# Палатинская капелла
О соименной капелле в Ахене см. капелла Карла Великого
Палати́нская капе́лла (итал. Cappella Palatina — буквально, «дворцовая часовня») — капелла Норманнского дворца в Палермо, личная капелла сицилийских королей и вице-королей. Является одним из важнейших памятников арабо-норманнского стиля, содержит выполненные византийскими и местными мастерами мозаики XII века (дополнялись вплоть до конца XVIII века), а также редчайший для Европы арабский резной потолок. 3 июля 2015 года внесен ЮНЕСКО в список объектов всемирного культурного наследия .

## Расположение и режим работы
Палатинская капелла расположена на втором этаже Норманнского дворца, вход в неё организован с пьяцца Индепенденца. Является музеем, но с ежедневным совершением мессы. Поскольку в Норманнском дворце с 1947 года заседает Региональная ассамблея — парламент автономной области Сицилия, часы работы музея являются неопределёнными, так что посетителям рекомендуют посещать капеллу в первой половине дня. В зависимости от времени заседаний Региональной ассамблеи посетителям Палатинской капеллы разрешают увидеть некоторые парадные залы двора, в том числе зал Рожера, содержащий редкие для норманнской Сицилии мозаики XII века на светские темы, и зал Геркулеса - место заседаний первого парламента королевства Сицилии в 1812 году.

## История создания

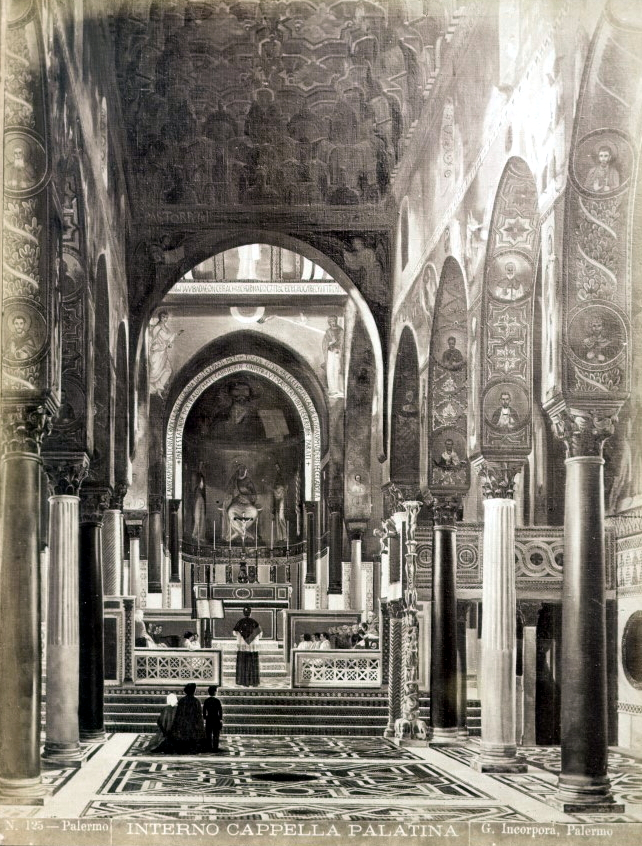
Общий вид капеллы в XIX веке (Джузеппе Инкорпора)

Первый король Сицилии Рожер II начал строительство капеллы в своей резиденции в 1130 году. Палатинская капелла должна была стать вотивным храмом, в связи с получением Рожером II в 1130 году королевского титула от антипапы Анаклета II и последующей коронацией. Поскольку Рожер II получил корону от Анаклета II в обмен на признание папского сюзеренитета над Сицилией, капелла была посвящена апостолу Петру, ставшему в лице папы сеньором королевства. 28 апреля 1140 года, в праздник Входа Господня в Иерусалим, капелла была освящена в честь апостола Петра. В том же году Рожер II особой грамотой установил привилегии вновь построенной капеллы, в частности право богослужения передавалось настоятелю близлежащего монастыря Сан-Джованни-дельи-Эремити, которому ради этого даровался сан епископа. Грамота Рожера II дошла до наших дней, и сегодня хранится в крипте капеллы. О дате освящения капеллы свидетельствует также греческая надпись в основании купола.
Рожер II лично руководил строительством капеллы. В его царствование византийскими мастерами были созданы мозаики купола, триумфальной арки и трансепта. Специалисты по византийской мозаике (в частности, Отто Демус и Эрнст Китцингер) утверждают, что указанные мозаики были выполнены теми же греческими мастерами, что и мозаики Мартораны и собора Чефалу. Можно твёрдо утверждать, что при Рожере II арабскими плотниками был выполнен резной сталактитовый потолок, характерный для мечетей фатимидского Египта и Магриба, так как об этом потолке упоминается в сохранившейся проповеди греческого монаха Филагата из Черами, датируемой около 1140 года.
Точная хронология последующего развития мозаичного оформления капеллы пока что не установлена. По одним предположениям, в царствование (1154—1166) Вильгельма I Злого, сына и преемника Рожера II, местные сицилийские мастера исполнили большой мозаичный цикл, посвящённый Книге Бытия, в центральном нефе, а при следующем короле Вильгельме II Добром (1166—1189) в боковых нефах был исполнен малый цикл, повествующий о жизни апостолов Петра и Павла.
По другим предположениям, мозаики главного и боковых нефов были последовательно выполнены одними и теми же мастерами в 1160—1170-е годы. Схожие композиции и последовательности сюжетов указанных мозаик и «повествовательных» циклов собора Монреале позволили Демусу и Китцингеру утверждать, что все эти работы были исполнены одними и теми же сицилийскими мастерами. К норманнской эпохе принадлежат резной амвон и пасхальный канделябр.
Дискутируется вопрос о времени создания большой мозаики на западной стене капеллы (над королевским местом). По одним предположениям, работа были исполнена одновременно с мозаиками главного и бокового нефов, то есть в 1160—1170-е годы. По другим версиям, отличия в манере исполнения данной мозаики позволяют отнести время её создания к следующему — XIII веку, то есть эпохе Гогенштауфенов. Несомненно, что эта мозаика и находящийся под ней королевское место подвергались реконструкции после восхождения на сицилийский престол королей из Арагонского дома (присутствуют соединённые гербы Арагона и Сицилии). Над троном и на стене северного нефа обозначен год завершения работ — 1460, «в царствование Иоанна, короля Сицилии», то есть Хуана II Арагонского. Ещё раз западная часть капеллы реконструировалась в начале XVIII века, так как на стене присутствует и имя Филиппа V Бурбонского.
Дискуссии вызывает и вопрос о времени создания королевского места в западной части капеллы. Его расположение и оформление вполне соответствует известным представлениям Рожера II о Божественном происхождении своей власти, в связи с чем логично предполагать, что трон был установлен здесь при основателе часовни. С другой стороны, размещение мозаик в рукавах трансепта позволяет предположить, что Рожер II участвовал в Богослужениях, находясь на соединявшимся с дворцовыми покоями балконе на северной стене капеллы. Таким образом, время создания королевского места может быть отодвинуто на век позднее — в эпоху Гогештауфенов. Но существует и предположение, что указанный балкон появился лишь при вице-королях, после присоединения Сицилии к Арагонской короне. Есть и третья версия, согласно которой первоначально для Рожера II был воздвигнут трон в пресвитерии (как для его внука Вильгельма II Доброго в соборе Монреале).
Последние крупные изменения в интерьере капеллы произошли при реставрации в конце XVIII века, в царствование Фердинанда III. Именно тогда на месте снесённого балкона на северной стене мастером Санти Кардини из Ареццо были вновь выполнены несколько мозаик из цикла Бытия (от беседы Каина с Богом до постройки Ноем ковчега), а также созданы новые мозаики в трёх апсидах капеллы, разительно контрастирующие с окружающими византийскими мозаиками XII века.

## Интерьер капеллы

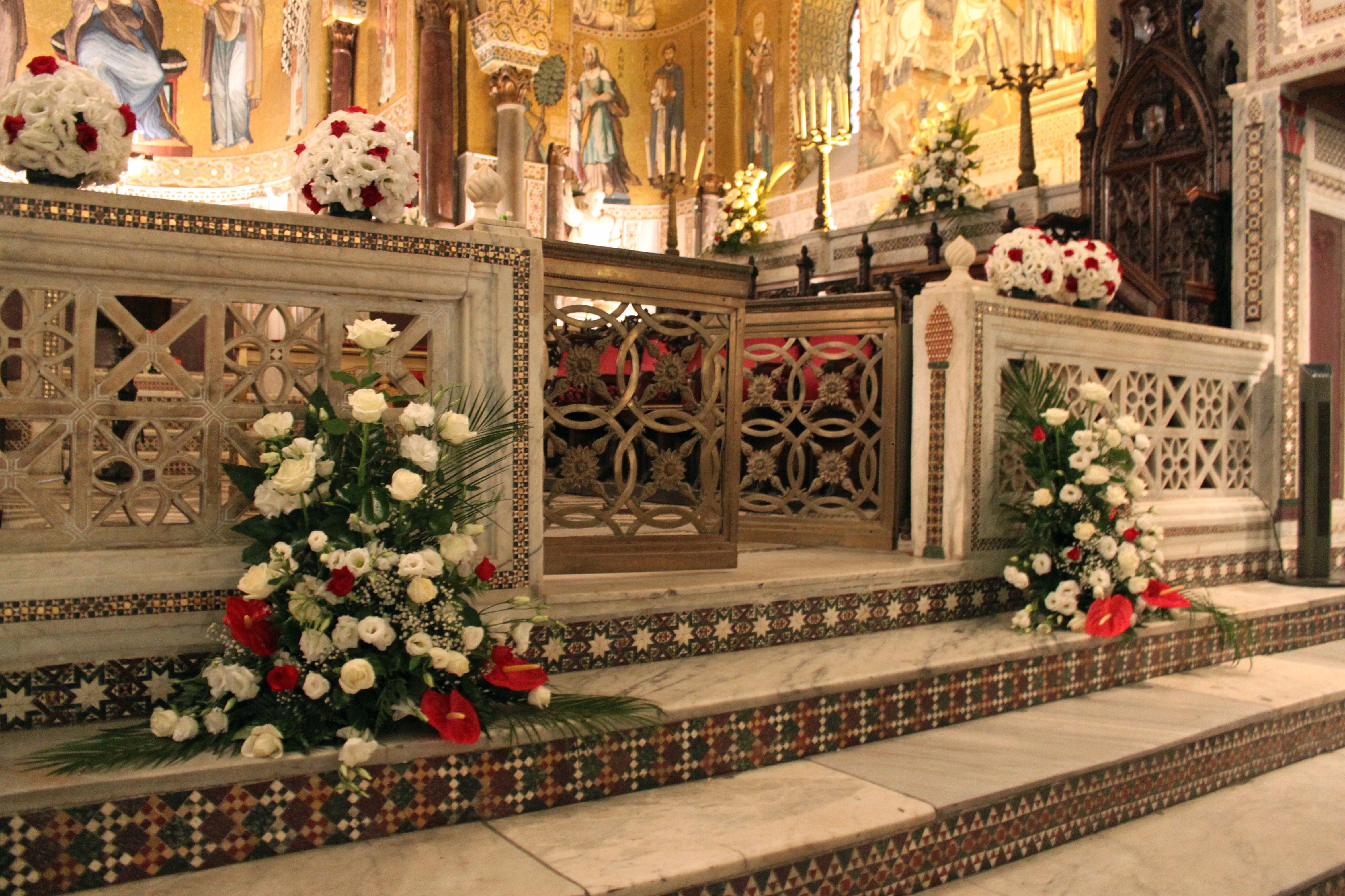
Ступени к алтарю

Палатинская капелла представляет собой классическую трёхнефную базилику с тремя апсидами. Поскольку храм задумывался как частная капелла, предназначенная для узкого круга лиц, размеры его невелики: 33 метра в длину и 13 в ширину. Интерьер капеллы поражает не стремительностью пространственного размаха и многоплановостью замысла, а общей гармонией основных элементов, продуманностью целого и мелочей.
Каждый из боковых нефов отделен от широкого главного пятью колоннами из египетского гранита и зелёного мрамора с позолоченными коринфскими капителями. Заимствованные из арабской архитектуры широкие стрельчатые арки, покоящиеся на колоннах, не соединяются в непрерывный ряд, убегающий к алтарю: колонны далеко отстоят друг от друга, и их капители не образуют единой зрительной горизонтали. В свою очередь горизонталь стены над арками и в особенности чёткая линия карниза препятствуют развитию движения вверх. Таким образом, горизонтальные и вертикальные ритмы взаимно уравновешиваются.

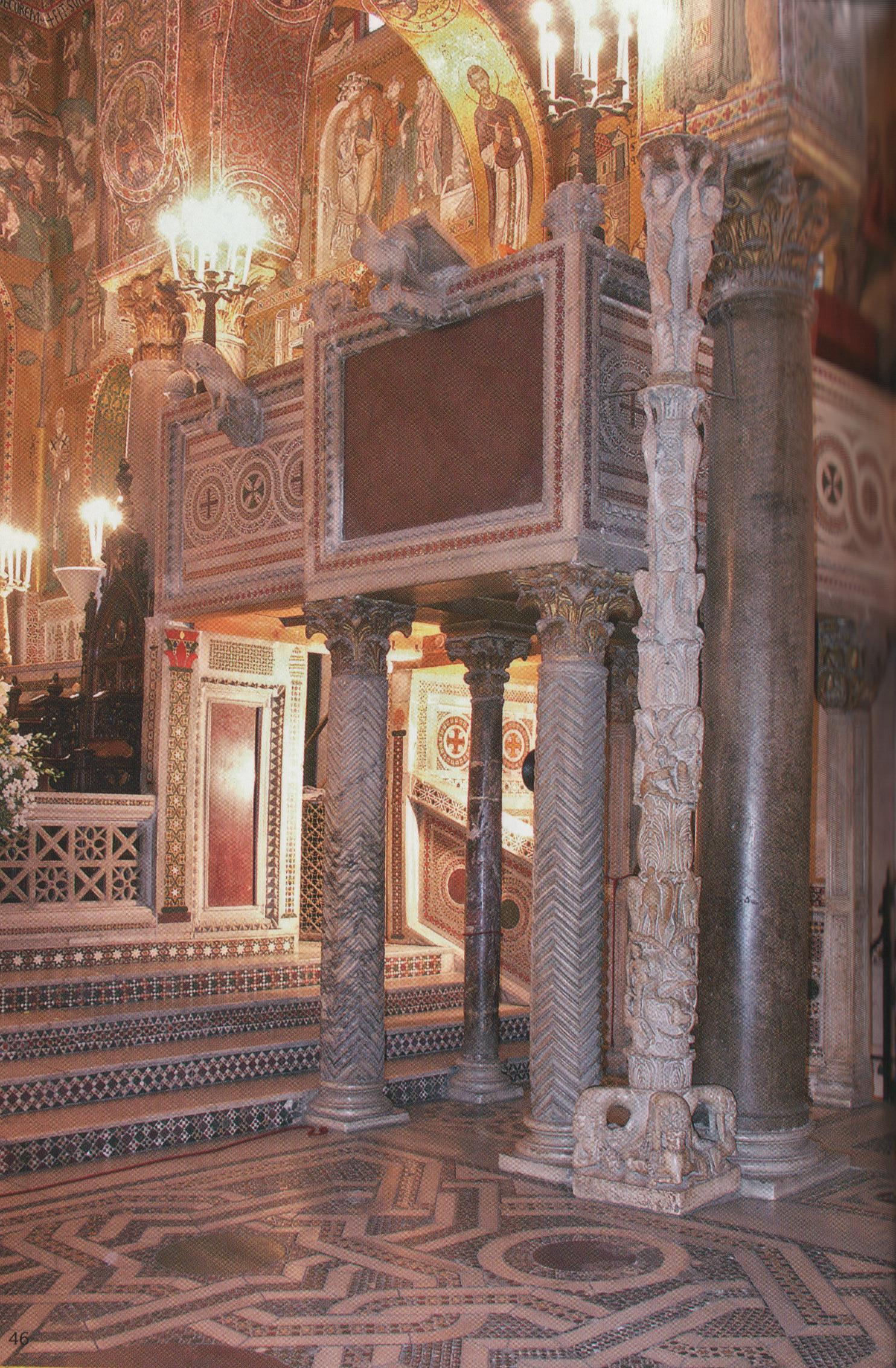
Амвон и пасхальный канделябр

Пол капеллы, украшенный инкрустацией из мрамора, гранита и порфира, выполнен в стиле Космати, обогащённом местными арабскими мотивами. Это один из самых полно сохранившихся полов XII века, выполненных в технике штучной мозаики. Работавший при дворе Рожера проповедник по имени Филагат сравнил его красочные мраморные плиты с «весенним лугом, с той разницей, что цветы вянут и умирают, а этот луг пребудет вечно». Ещё более сложный рисунок имеет пол в пресвитерии: к порфировым дискам и сложным геометрически узорам добавлены изображения двух львов, "охраняющих" врата в алтарной перегородке, и двух змей по бокам "охраняемого" ими алтаря.
Потолок центрального нефа представляет собой редкий для Европы и свойственный мечетям фатимидского Египта и Магриба деревянный сталактитовый плафон. Он украшен куфическими надписями и фигурами пирующих, музыкантов и плясунов, которые воплощают относящиеся к царской власти понятия победы, власти и щедрости. Филагату этот плафон «с корзинками» напомнил сияющий золотом «звёздный хор». Потолки боковых нефов решены менее замысловато.
В капелле пространственно выделяются восточная (пресвитерий и апсиды) и западная (королевское место) части. Они подняты над полом капеллы на пять ступеней и венчаются мозаикой с изображением Христа Пантократора. Таким образом, в капелле реализована классическая византийская концепция симфонии — согласия и взаимодополняемости духовной и царской властей.
Бронзовые двери украшены узором в виде аканта, ручки выполнены в виде львиных голов. Особое место в капелле уделено мозаикам: они полностью покрывают поверхность апсид, заполняют место над колоннами, отделяющими боковые нефы от главного, верхний регистр стен боковых нефов и западной стены. Нижний регистр этих стен украшен сложными мраморными инкрустациями.
Отдельный интерес представляют амвон и пасхальный канделябр капеллы. Амвон поддерживается четырьмя мраморными колоннами с коринфскими капителями и завершается двумя парапетами. Первый, расположенный ближе к центру храма, парапет выполнен из красного порфира, заключённого в беломраморную окантовку с рельефными растительными орнаментами, подставкой для Писания служит фигура орла — символ евангелиста Иоанна Богослова. Второй, находящийся ближе к апсиде, парапет выполнен из белого мрамора с рельефными геометрическими орнаментами, подставкой здесь является фигура льва, символизирующего евангелиста Марка.
Рядом с амвоном расположен мраморный пасхальный канделябр — дар архиепископа Гуго Палермского в честь коронации Вильгельма I Злого. Основанием канделябра служат фигуры четырёх львов, пожирающих других животных и людей, тело колонны представляет собой сложную композицию из человеческих фигур, животных и растений. Венчают канделябр три полуобнажённых мужских фигуры, поддерживающих собственно подсвечник. Изображённые сюжеты и манера их исполнения позволяет отождествить автора канделябра с одним из мастеров, работавших над капителями клуатра Монреале, а именно с Мастером путти.

## Мозаики
Иконография капеллы имеет поразительное сходство с расписанным в те же годы собором Мирожского монастыря в Пскове. Гарвардские византисты предполагают общий источник иконографической программы, наверняка являющийся византийским. В искусствоведческой литературе обращается внимание на то, что образы расходились веером вокруг несохранившегося балкона монарха, напоминая средневековый кинематограф.

### Мозаики купола

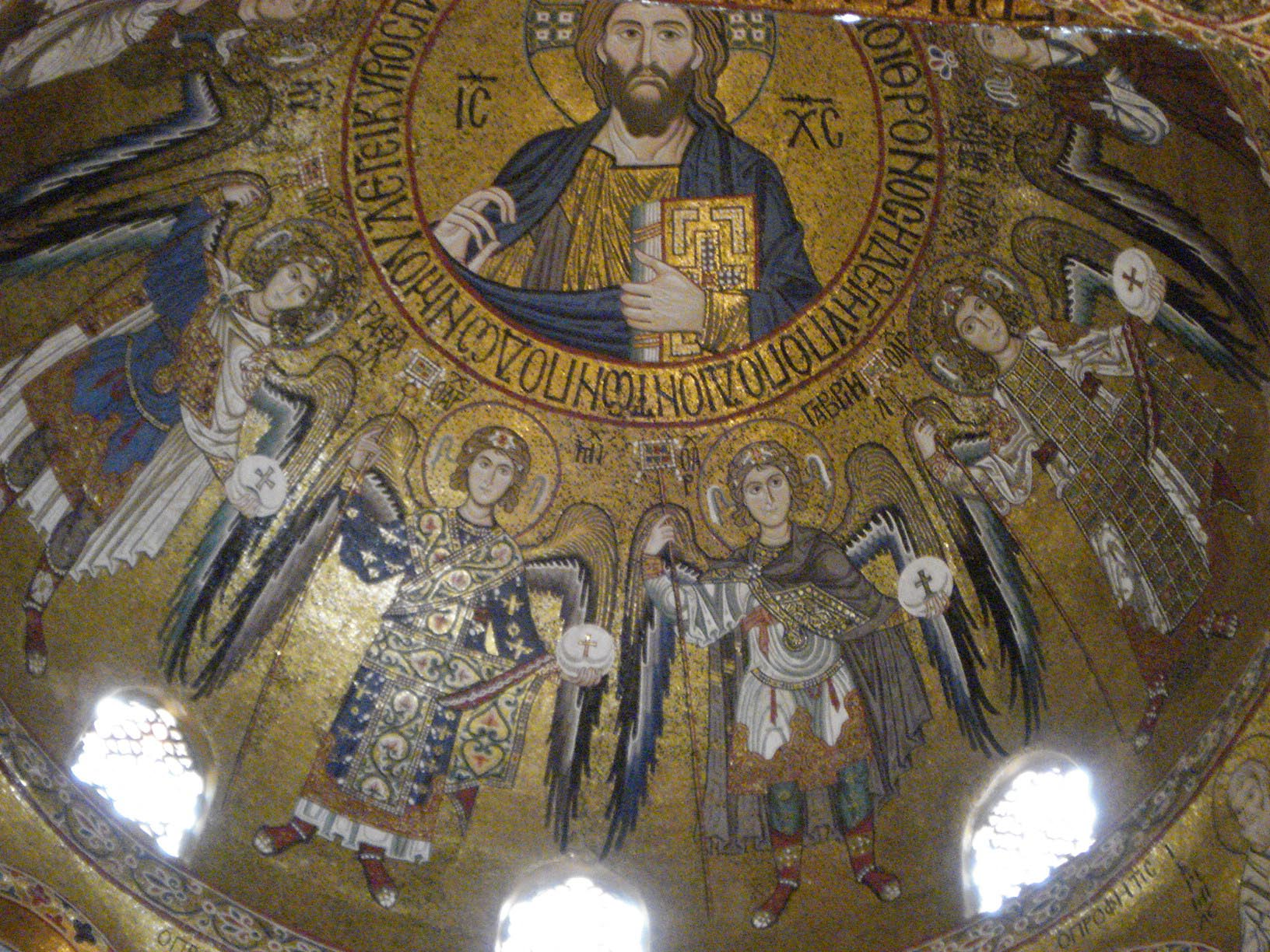
Христос Пантократор в кругу архангелов и ангелов

Мозаики купола были выполнены приглашёнными греческими мастерами в царствование Рожера II и являются самыми древними в капелле. В центре купола изображён Христос Пантократор, правой рукой благословляющий молящихся, а в левой руке держащий закрытое Евангелие. Нимб вокруг головы Христа выполнен в форме греческого креста, одежды напоминают парадные одеяния византийских императоров. Христос помещён в центр круга из четырёх архангелов (Михаил, Уриил, Гавриил и Рафаил) и восьми ангелов. Архангелы изображены в царских одеяниях, со скипетром в правой руке и державой в левой. Ангелы представлены молящимися, с благоговейно сложенными руками. Сияние и великолепие небесной славы ещё более усиливается светом из восьми окон, пробитых у ног ангелов.

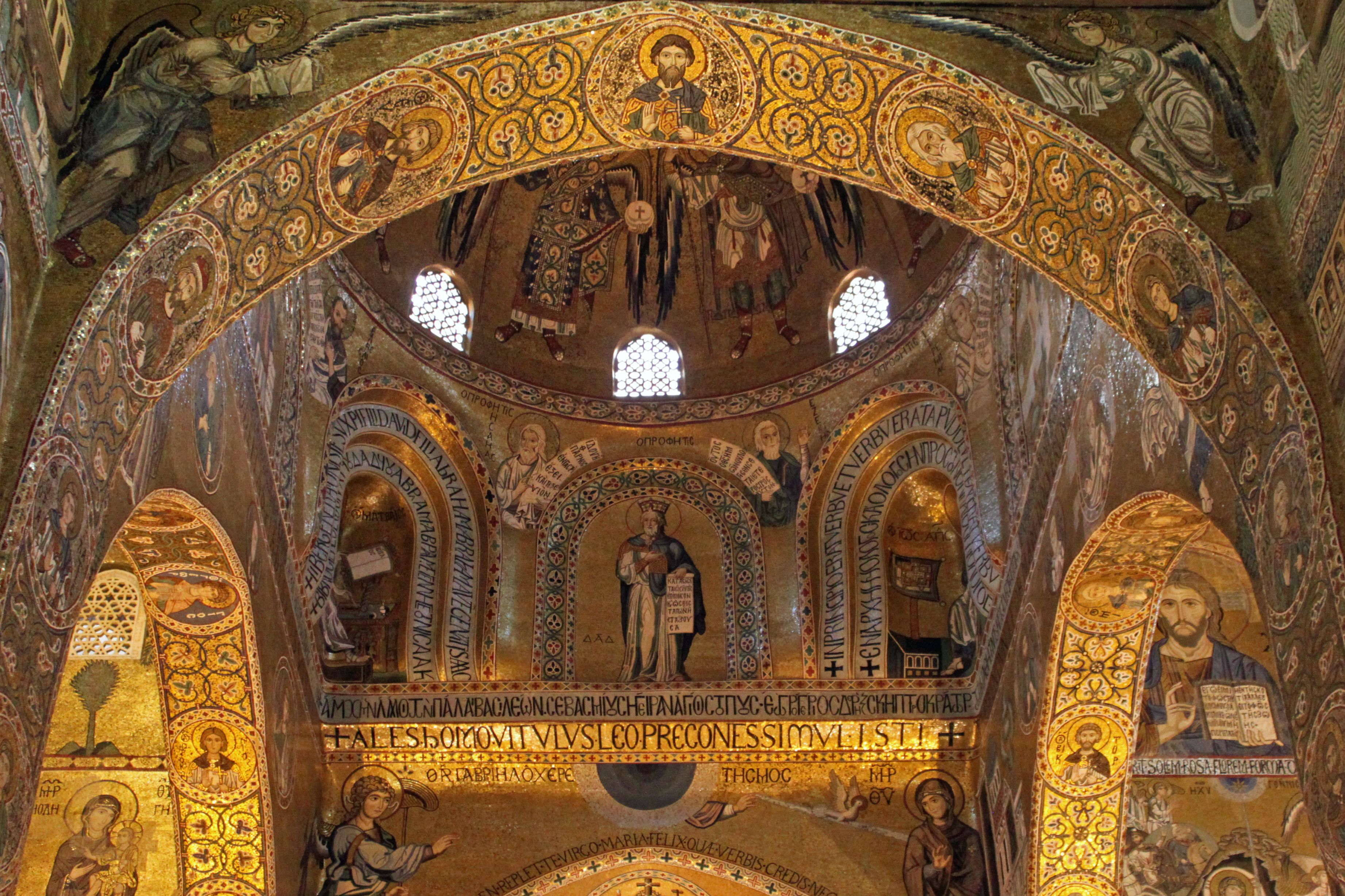
Нижняя часть купола

На следующем уровне мозаичисты изобразили четырёх пророков, предвозвестивших пришествие Спасителя, а именно Иоанна Крестителя, Соломона, Захарию и Давида, над головами которых помещены малые изображения ещё восьми пророков (Исайя, Иезекииль, Иеремия, Иона, Даниил, Моисей, Илия и Елисей). Все пророки держат в руках свитки с греческими цитатами, указывающими на грядущего Христа. В угловых нишах изображены четыре евангелиста, держащие в руках свитки с латинскими первыми словами своих Евангелий.
Из арабо-норманнских церквей Сицилии только Палатинская капелла и Марторана имеют классические купола. В отличие от аналогичной мозаики купола Мартораны, работавшие в Палатинской капелле мастера точно вписали фигуры в геометрию купола, так что все фигуры с учётом перспективы имеют правильное сложение и рост. Иконография мозаик купола Палатинской капеллы строго византийская, все персонажи размещены в соответствии с принятой иерархией. Золотой фон мозаики, парадные одежды Христа, ангелов и святых должны были наводить зрителей на мысли о неизречённой славе Царства Небесного.

### Мозаики апсиды
Мозаики центральной апсиды Палатинской капеллы по замыслу и композиции напоминают мозаики соборов Чефалу и Монреале. В конхе апсиды вновь представлен образ Христа Пантократора. В отличие от изображения в куполе Христос здесь держит в левой руке Евангелие, открытое на стихе: «Я свет миру; кто последует за Мною, тот не будет ходит во тьме, но будет иметь свет жизни» (Ин. 8:12), причём надпись сделана и на греческом (слева), и на латыни (справа). В нижнем ряду, напоминающем классический деисусный ряд византийского иконостаса, представлена сидящая на троне Богородица, по её левую руку — апостол Пётр и Мария Магдалина, по правую — Иоанн Креститель и апостол Иаков. Образ Христа Пантократора в конхе апсиды выполнен при Рожере II и сохранился в первозданном виде. Изображения же Марии и святых были заново выполнены в конце XVIII века, и поэтому фигура Богородицы приобрела не свойственную византийскому канону позу (сидит с полусклонённой налево головой), что придаёт этой части мозаики эклектический вид — сочетание византийской мозаики XII века и барочного изобразительного искусства XVIII века.
Центральная апсида обрамлена триумфальной аркой, на той её стороне, что обращена к нефу, по византийскому обычаю представлена динамичная сцена Благовещения (схожую композицию можно видеть в Марторане и соборе Монреале). Фигуры архангела Гавриила (слева) и Богородицы (справа) представлены в полу-анфас, так что они обращены одновременно и к друг другу, и к молящимся. Гавриил простирает руку к небесной сфере, оттуда исходит ещё одна рука, от которой голубь в луче света летит к Марии. Эта мозаика была выполнена при Рожере II.
На противоположной стороне триумфальной арки (не доступна для мирян, так как доступ в пресбитерий для них по-прежнему закрыт) представлена не менее динамичная сцена Сретения, в которой Мария с Младенцем, с одной стороны, и Симеон Богоприимец, с другой, простирают руки друг к другу и находящемуся между ними Иерусалимскому храму. Эта сцена, как и Благовещение, также выполнена греческими мастерами при Рожере II. Их же работой, по всей видимости, является символическое изображение Престола уготованного в центре внутренней поверхности арки, а вот прочие мозаики здесь — архангелы Михаил (слева) и Гавриил (справа), а также святые папы Сильвестр и Григорий Великий — несут отчётливые следы реставрации конца XVIII века. Все действующие лица подписаны на греческом, а дополнительные поясняющие надписи выполнены на латыни.

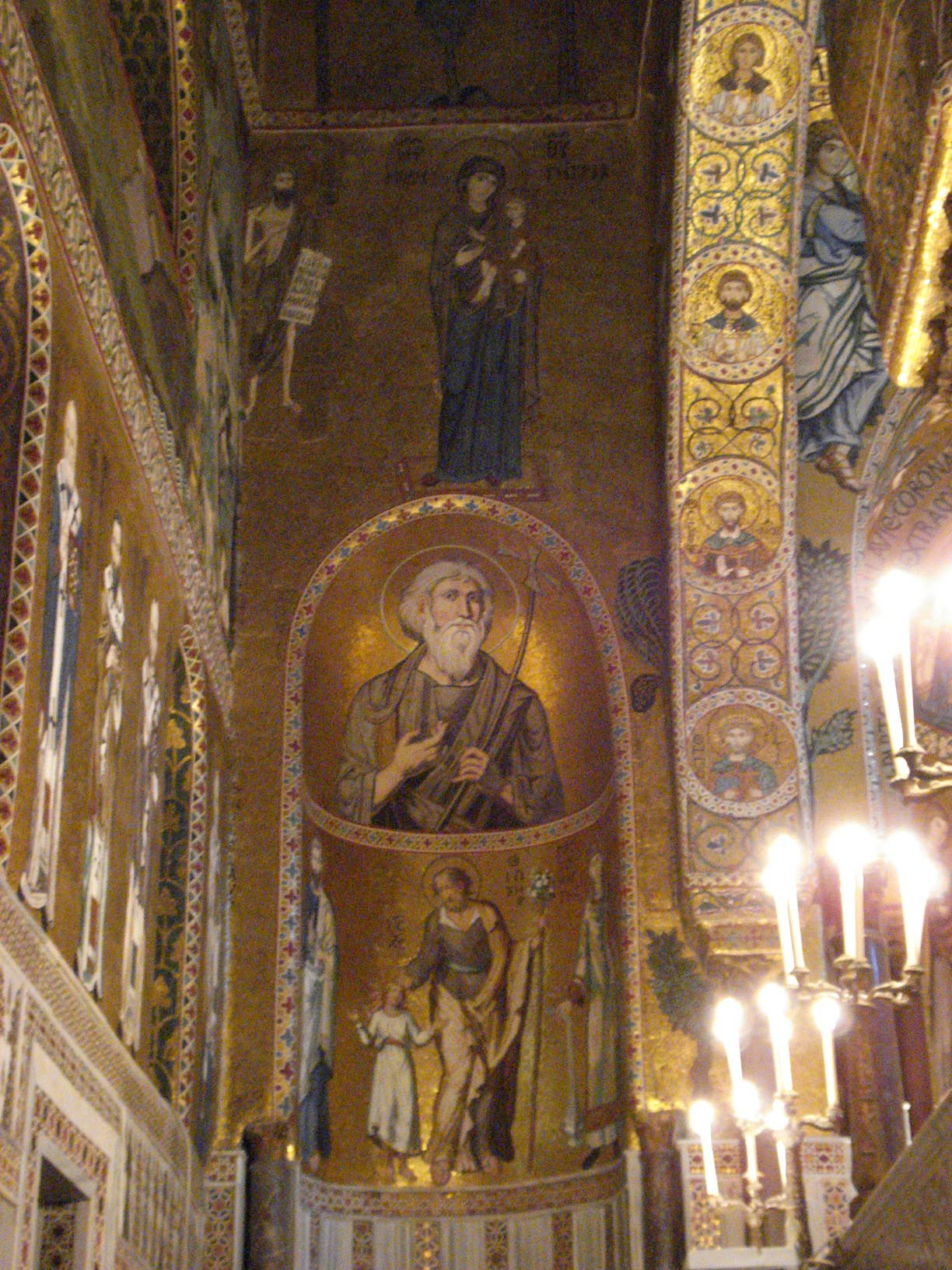
Северная апсида
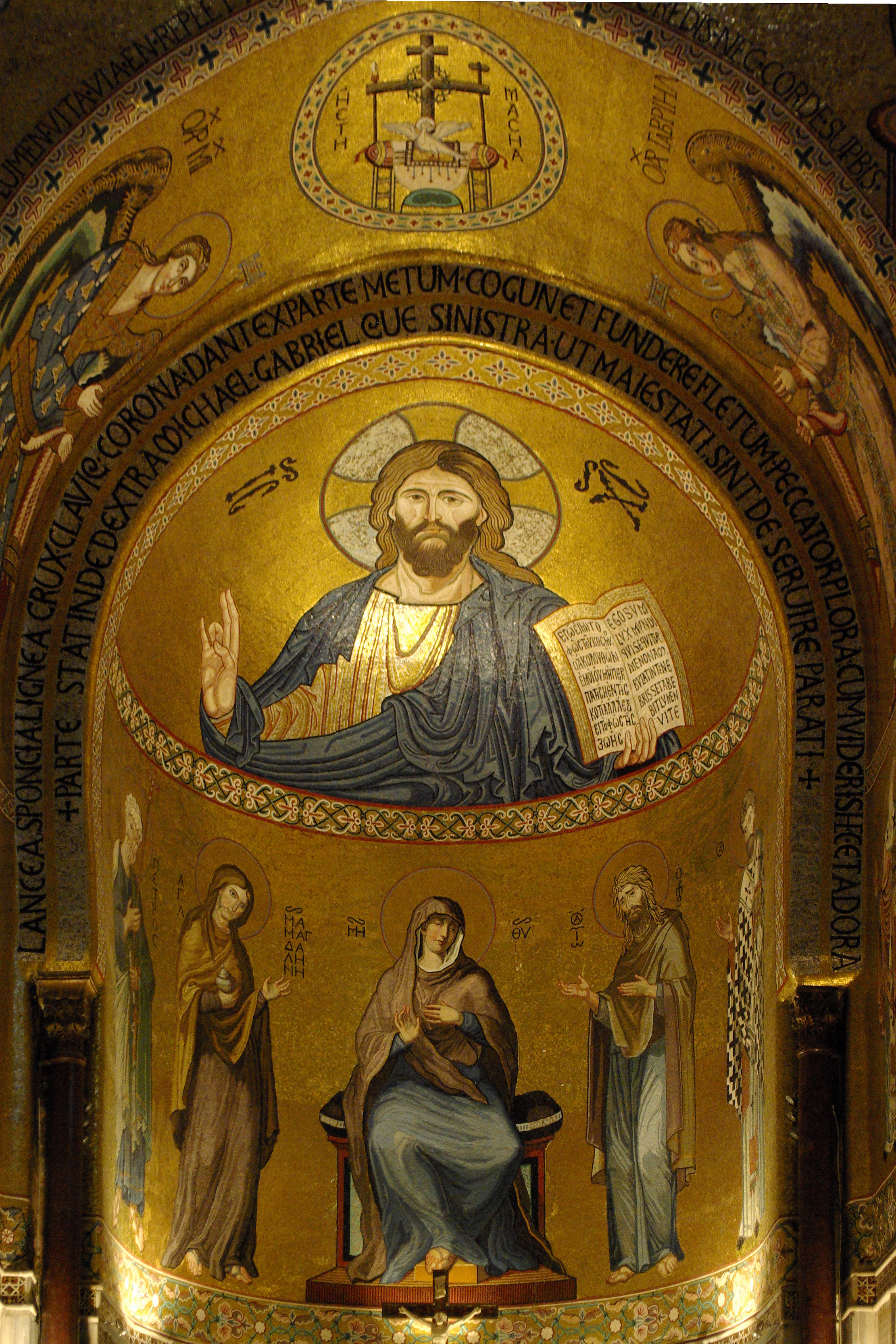
Главная апсида
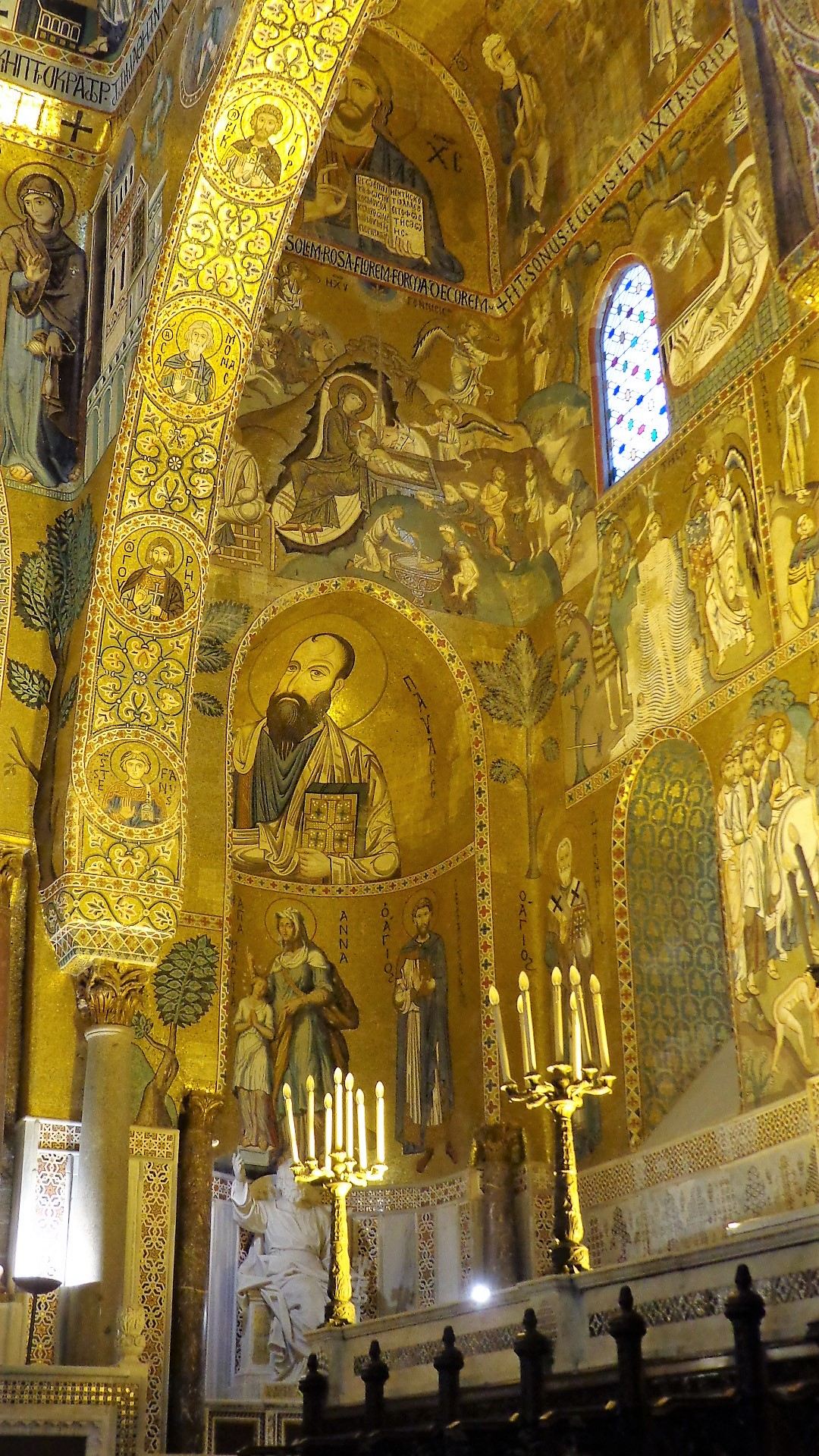
Южная апсида

Мозаика в конхе северной апсиды представляет апостола Андрея (по не совсем понятым соображениям сменившего в XVI веке ранее находившегося здесь Петра)), в нижнем ряду представлены Иосиф с отроком Иисусом, слева от них — апостол Варнава, справа — первомученик Стефан. Мозаики нижнего ряда несут на себе отпечаток реставрации конца XVIII века, в результате которой изображения Иосифа и Иисуса скорее схожи с барочными, чем византийскими прототипами. Нетронутым последующими реставрациями остались мозаики ряда, расположенного над конхой апсиды. Здесь представлены Богородица с Младенцем и стоящий по её правую руку Иоанн Креститель. С этим рядом связан любопытный оптический эффект, отмеченный Отто Демусом. Для зрителя, находящегося в капелле, фигура Богородицы кажется смещённой относительно центра. Но если смотреть на эту мозаику из большого окна северной стены, образ Богородицы оказывается как раз в центре видимого пространства стены. Демус делает вывод, что указанное окно, сообщающееся с внутренним пространством Норманнского дворца, выполнено на месте балкона, с которого, предположительно, король в XII веке мог наблюдать за богослужением.
Мозаика в конхе южной апсиды представляет апостола Павла, в нижнем ряду представлены праведная Анна с отроковицей Марией, слева от них — апостол Филипп, справа — великомученик Себастьян. Мозаики нижнего ряда, также как и северной апсиде, были заново выполнены в конце XVIII века.

### Мозаики трансепта (евангельский цикл и святые)

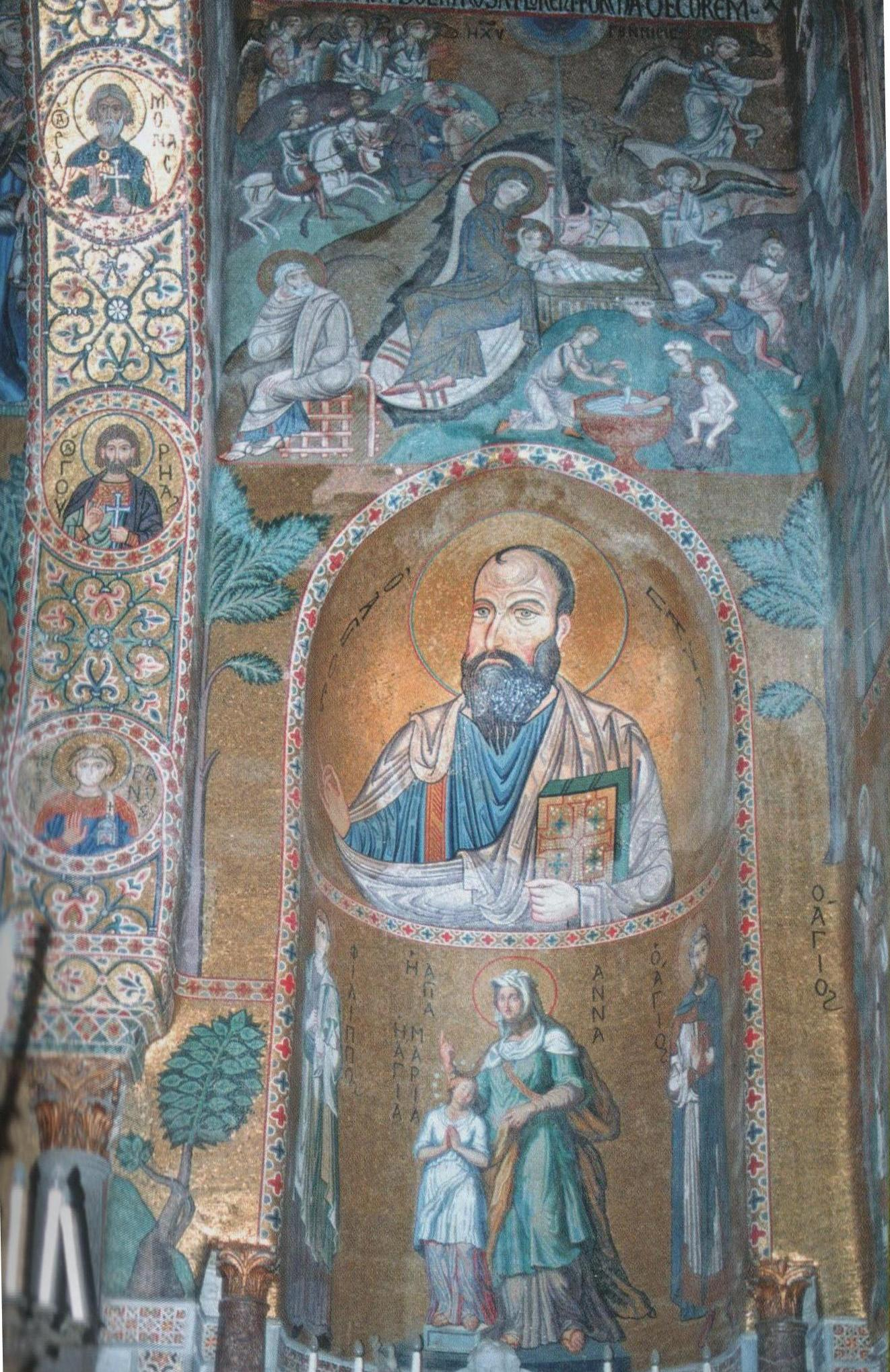
Южная апсида с мозаикой Рождества Христова

Мозаики южной ветви трансепта и часть мозаик южной апсиды образуют единый смысловой цикл, посвящённый евангельским событиям. Этот цикл был выполнен греческими мастерами в царствование Рожера II и относится, тем самым, к древнейшей части капеллы. Иконография этих мозаик безупречно византийская: надписи греческие, фигуры статичны, перспектива изображений и пейзажи достаточно условны.
Открывается цикл многоплановой мозаикой, представляющей Рождество Христово. В центре Богородица, полусклонённая к скале (характерная для иконы Рождества связь с пророчеством Даниила о «горе несекомой»), поддерживающая Младенца, лежащего в яслях. Прямо на Младенца падает луч от Вифлеемской звезды. Над яслями склонились бык и осёл. В нижнем левом углу за происходящим наблюдает Иосиф, а в верхнем левом — в Вифлеем направляются волхвы. Эти же волхвы в правой части мозаики поклоняются Младенцу. Верхнюю часть мозаики заполняют многочисленные ангелы, поющие «Слава в вышних Богу».
Затем повествование переносится в правую часть трансепта. Здесь последовательно изображены следующие события:
Верхний регистр: сон Иосифа с указанием бежать в Египет; бегство в Египет (Богородица едет на осле, Иосиф несёт Иисуса на плечах, семейную сцену замыкает Иаков с узелком на плече);
Средний регистр: Крещение Господне; Преображение; воскрешение Лазаря;
Нижний регистр посвящён большой мозаике, посвящённой Входу Господню в Иерусалим;
Свод над трансептом: сошествие Святого Духа на апостолов.

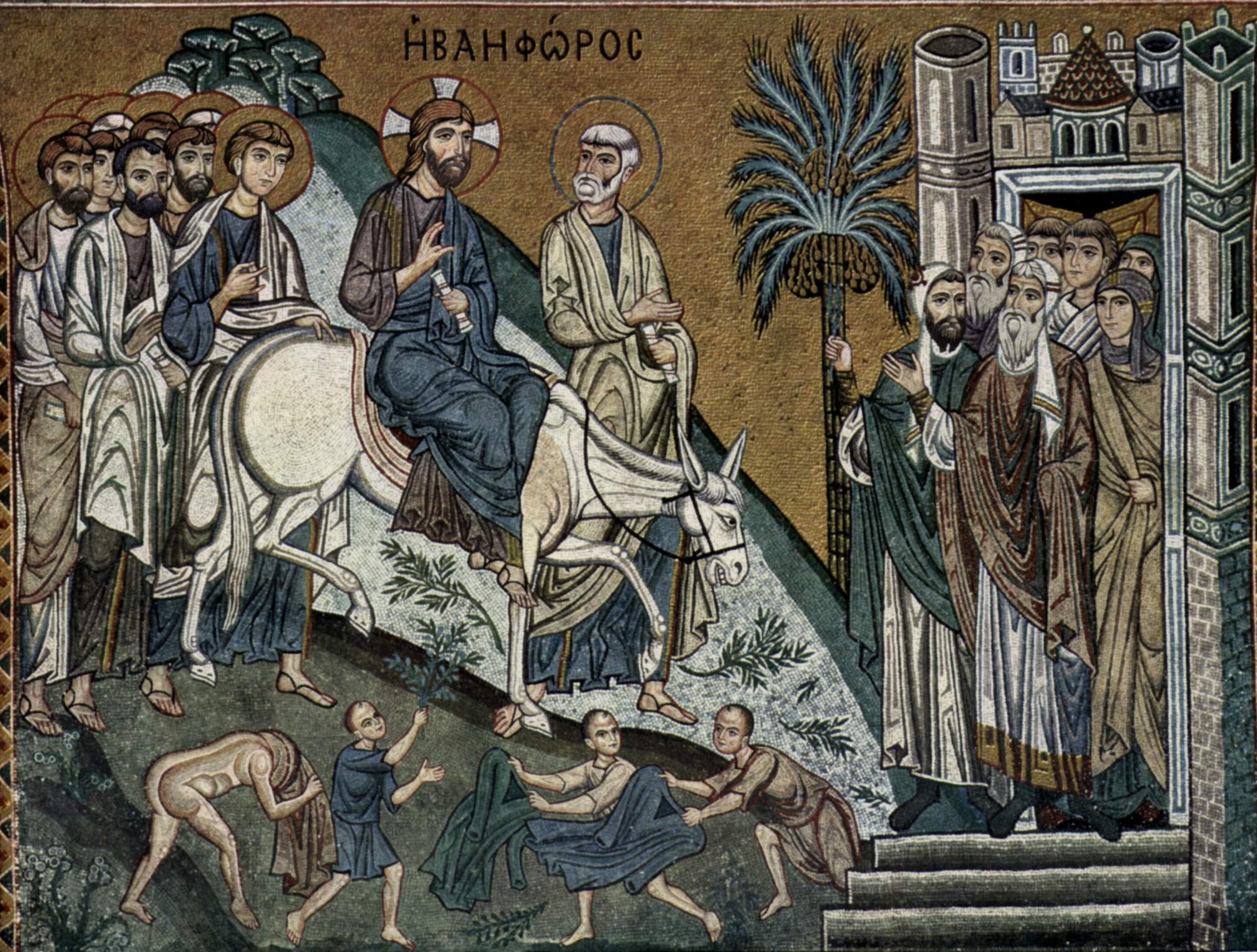
Вход Господень в Иерусалим (южный трансепт)

Мозаики выдают византийское происхождение мастеров многочисленными иконографическими условностями. Так Иордан в сцене Крещения напоминает из-за отсутствия перспективы скорее водопад, чем реку; воскресший Лазарь выходит не из пещеры, а из саркофага в мавзолее, причём один из свидетелей сцены затыкает нос, не вынеся запаха тления. Впрочем, присутствуют и не свойственные Византии черты, например, подчёркивание особой роли Петра. Так в сцене Входа в Иерусалим Иисус отдельно беседует с идущим рядом Петром (преемник которого, папа, был сюзереном Сицилийского королевства), в то время как прочие ученики почтительно следуют сзади, а при воскрешении Лазаря Пётр стоит непосредственно за Иисусом и объясняет прочим ученикам смысл происходящего.
Мозаики в верхней части северной части трансепта не сохранились, и поэтому невозможно с уверенностью утверждать, что евангельский цикл продолжался дальше. Сравнение с аналогичным «праздничным» мозаичным циклом более позднего собора Монреале показывает, что в Палатинской капелле вполне могли быть изображены события Страстей Христовых и Воскресения. Подтверждением этой версии можно считать единственную сохранившуюся в этой части капеллы сюжетную мозаику - Вознесение Христово в своде.
Нижний регистр мозаик северного трансепта содержит галерею изображений восточных Отцов Церкви: Иоанна Златоуста, Василия Великого, Григория Богослова, Григория Нисского, а также Николая Мирликийского. Над аркой, ведущей из трансепта в северный неф, изображены мученицы Агаты и Люсии, покровительницы Сицилии, а между ними - Екатерины Александрийской в парадных одеяниях византийской императрицы. Все эти мозаики уверено датируются временем Рожера II.

### Цикл из Книги Бытия — мозаики главного нефа

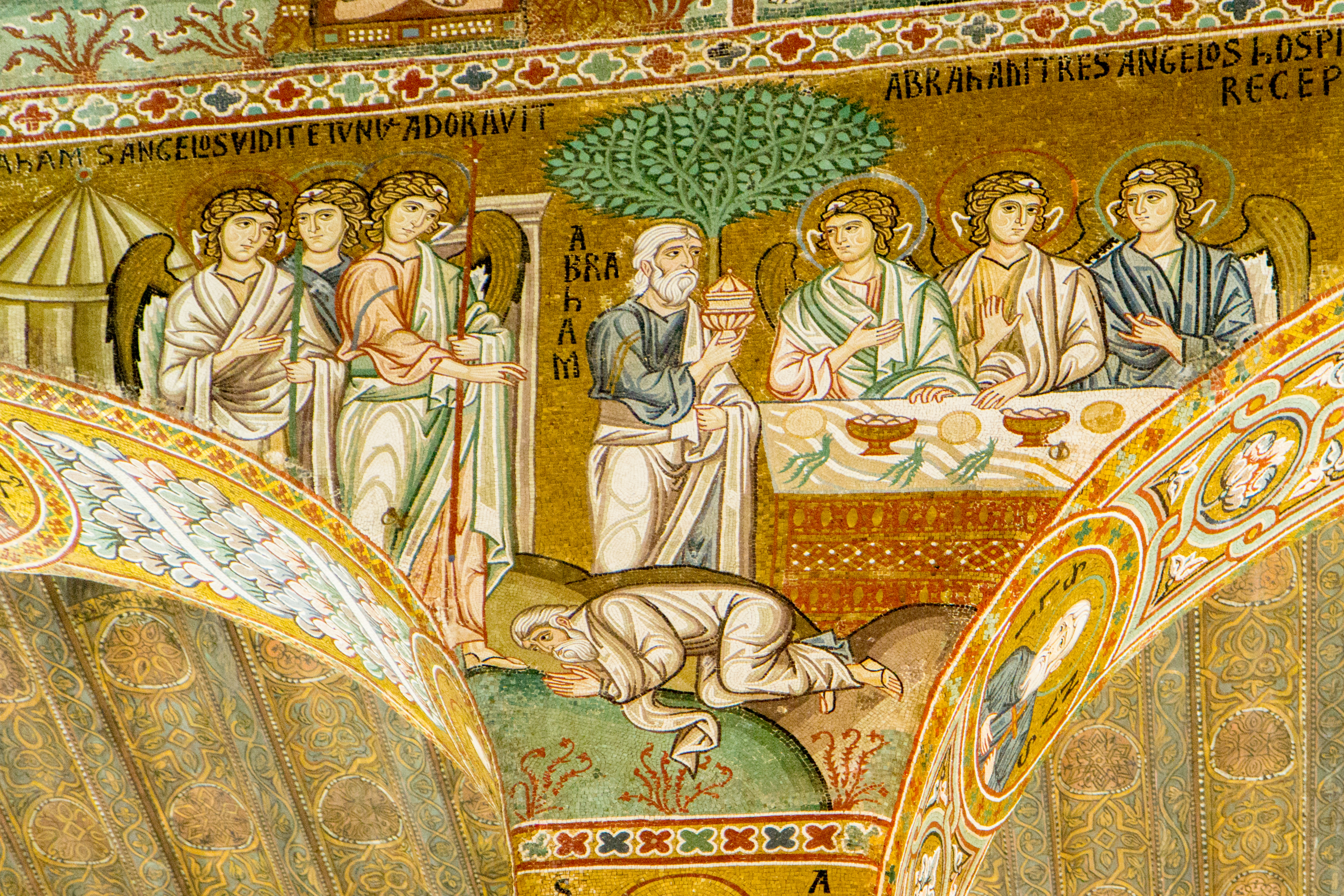
Авраам и святая Троица

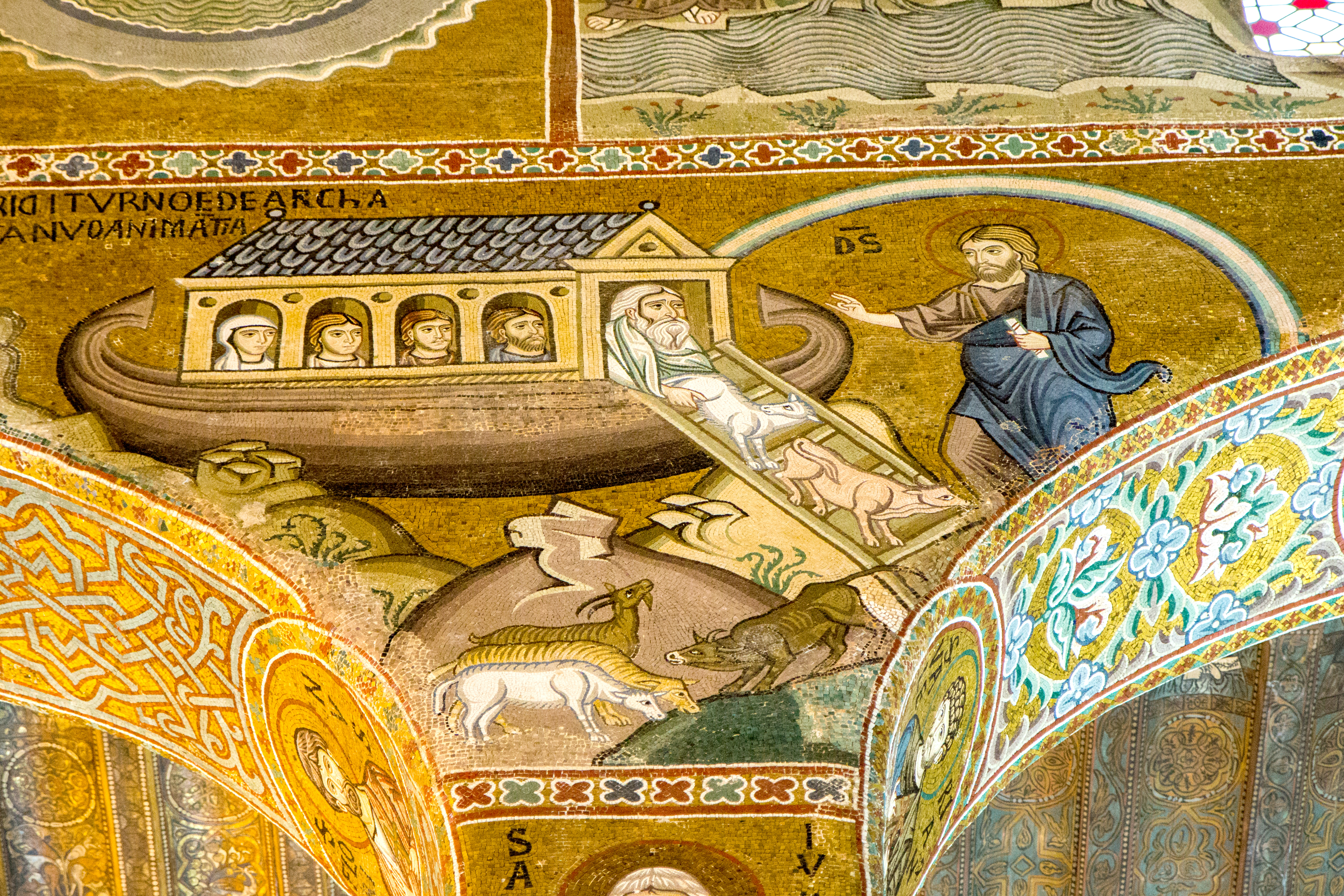
Бог заключает завет с Ноем

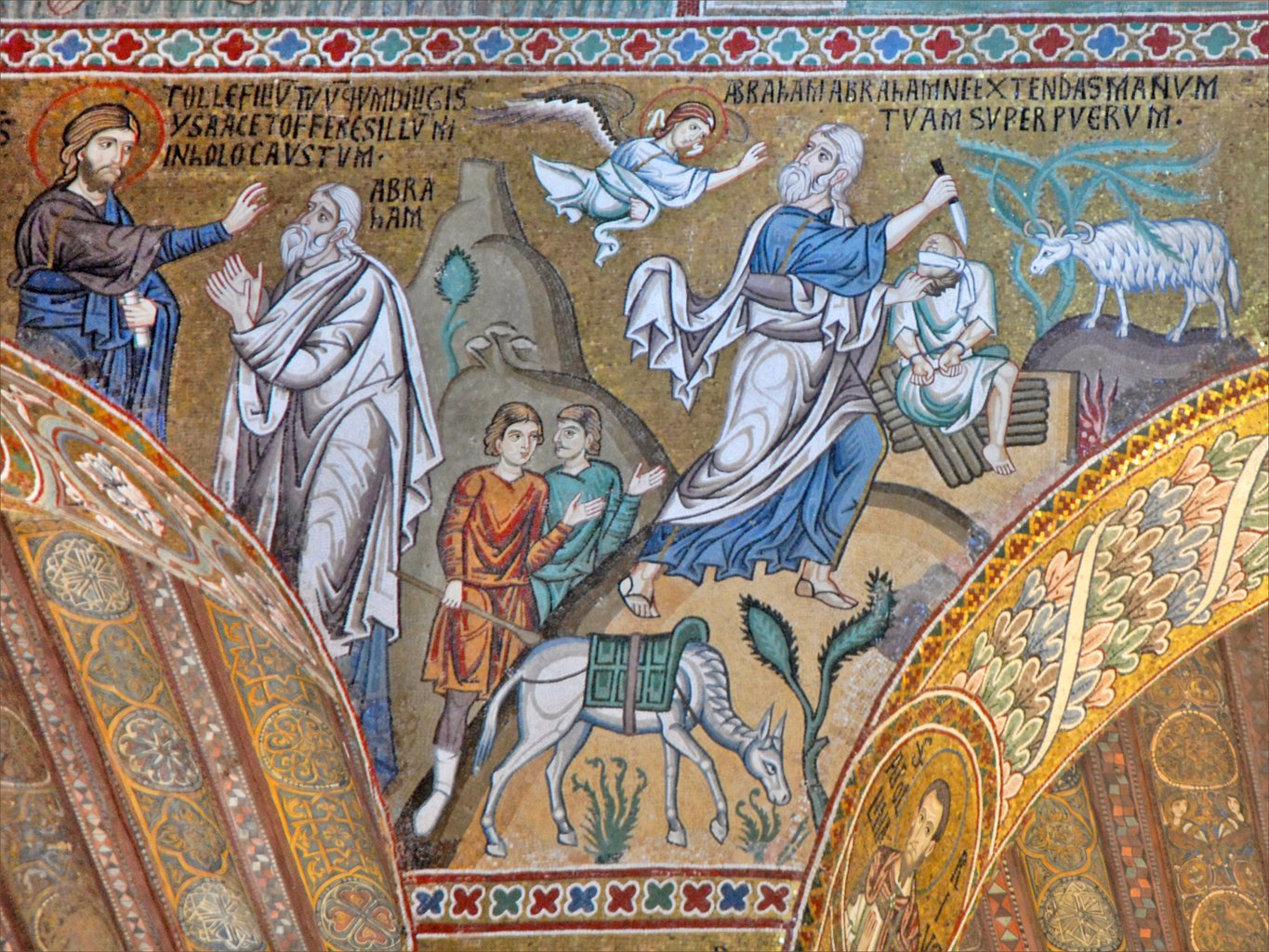
Жертвоприношение Авраама

Мозаики главного нефа представляют собой законченный цикл на сюжет книги Бытия. Эти мозаики были выполнены в царствование Вильгельма I Злого местными мастерами, следовавшими византийским образцам. Вместе с тем, в иконографии наблюдаются определённые вольности, привнесённые западной традицией, в сторону большей экспрессивности образов.
Мозаики главного нефа последовательно отображают следующие эпизоды Бытия:
— Верхний ряд южной стены: Дух Божий носится над водами (Быт. 1:1-2); разделение вод, создание неба, земли и суши (Быт. 1:6-10); создание растений (Быт. 1:11-12); создание солнца, луны и звёзд (Быт. 1:14-18); создание птиц, рыб и пресмыкающихся (Быт. 1:20-23); создание животных (Быт. 1:24-25); Бог животворит созданного Адама (Быт. 1:26-27); Бог почивает в седьмой день (Быт. 2:2-3); Адам получает заповедь о запрете вкушать плоды с древа познания (Быт. 2:15-17); создание Евы (Быт. 2:21-24);
— Верхний ряд северной стены: грехопадение прародителей (Быт. 3:6-7); Бог обличает первородный грех (Быт. 3:7-20); изгнание Адама и Евы из рая (Быт. 3:21-24); Адам и Ева трудятся на земле; жертвоприношения Авеля и Каина (Быт. 4:3-7); убийство Авеля Каином (Быт. 4:8); Ламех рассказывает жёнам об убийстве им Каина (апокрифический сюжет — намёк на Быт. 4:23, 24); вознесение Еноха (апокрифический сюжет — намёк на Быт. 5:24); Ной с тремя сыновьями; Ной строит ковчег;
— Нижний ряд южной стены: Ной выпускает голубя из ковчега (Быт. 8:6-11); Ной с семьёй и зверями выходит из ковчега (Быт. 8:13-19), Бог заключает завет с Ноем (Быт. 9:8-17); опьянение Ноя и грех Хама (Быт. 9:20-27); строительство Вавилонской башни (Быт. 11:1-9); Авраам поклоняется Троице и прислуживает на трапезе ангелов (Быт. 18:1-19); Лот защищает ангелов от нападения содомлян (Быт. 19:1-11);
— Нижний ряд северной стены: гибель Содома (Быт. 19:15-26); Бог повелевает Аврааму принести в жертву сына (Быт. 22:1-2),; Авраам приносит в жертву Исаака, Ангел останавливает руку Авраама (Быт. 22:9-13); слуга Авраама встречает Ревекку у колодца (Быт. 24:11-27), Ревекка и раб Авраама едут навстречу Исааку (Быт. 24:62-67); Иаков во сне видит лестницу до неба и сооружает алтарь в Вефиле (Быт. 28:11-22), Иаков борется с Ангелом и получает имя Израиль(Быт. 32:24-30).
Сравнение мозаик главного нефа Палатинской капеллы и собора Монреале, построенного в царствование следующего короля Вильгельма II Доброго, показывают схожесть, а местами и полное тождество сюжетов. Вероятно, при выборе сюжетов для собора Монреале мозаичисты сознательно подражали образцу, уже сложившемуся в Палатинской капелле. Вместе с тем, гораздо большие размеры собора Монреале по сравнению с камерной Палатинской капеллой позволили мозаичистам расширить повествование.

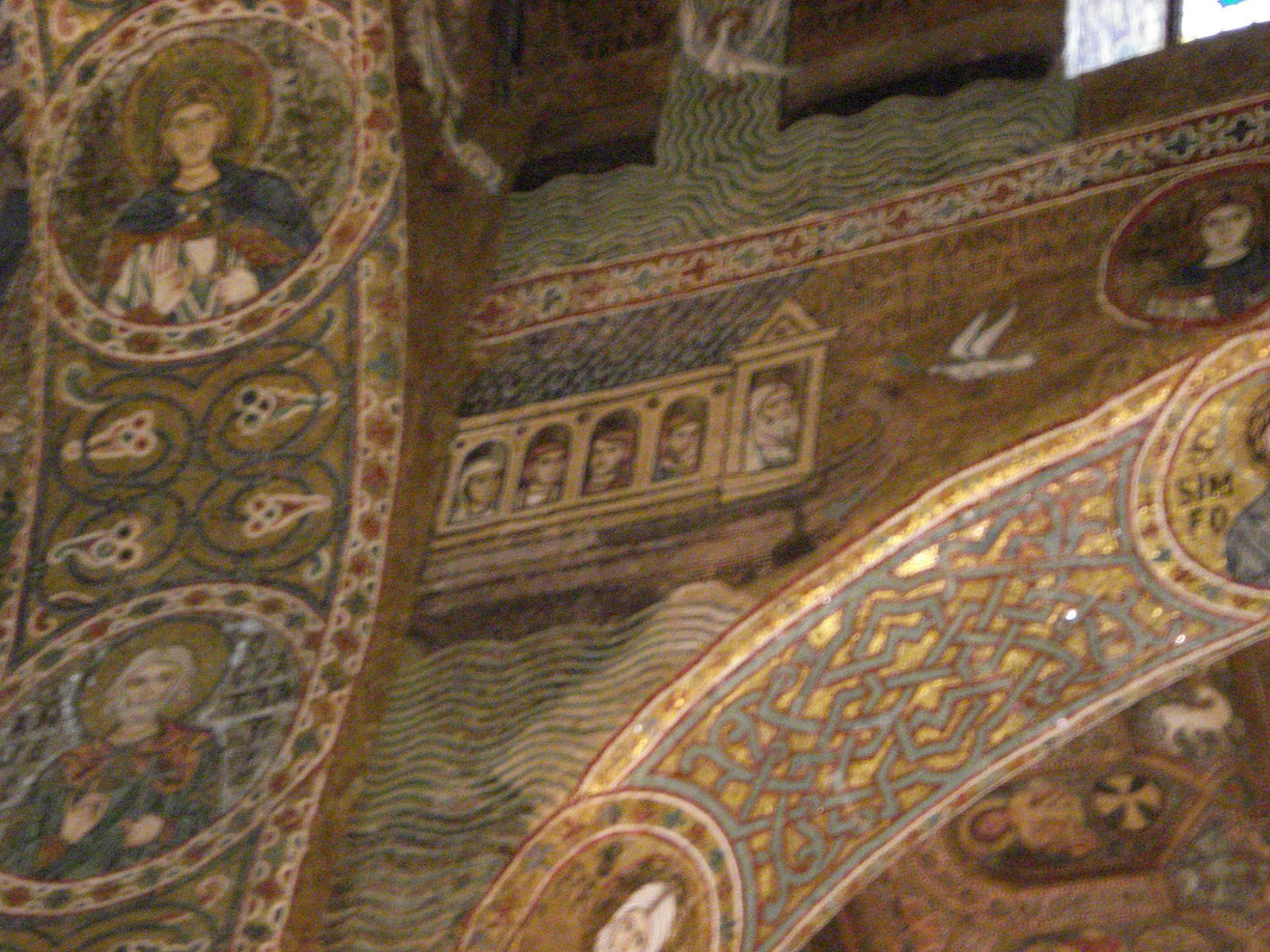
Ной выпускает голубя из ковчега
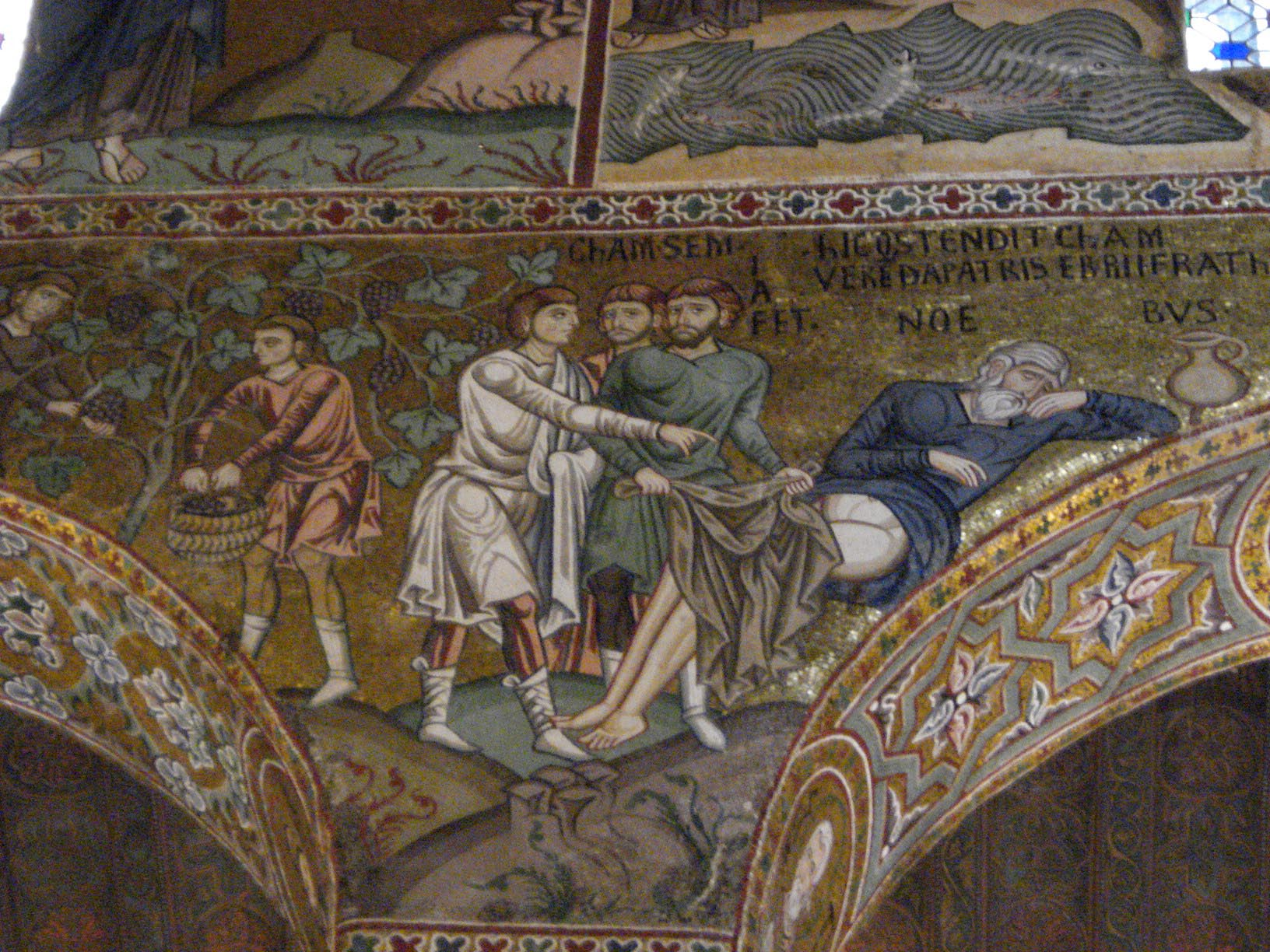
Грех Хама
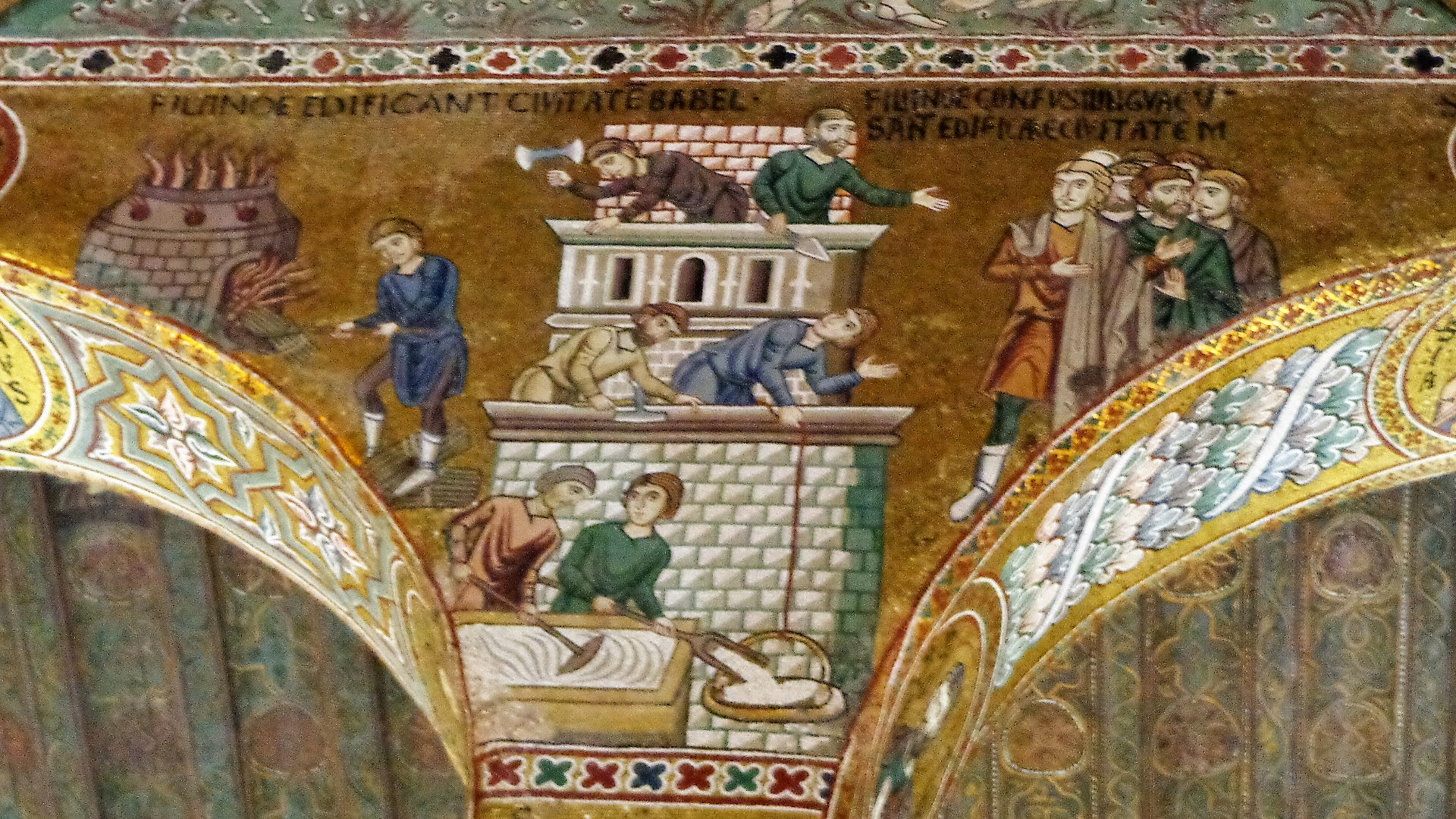
Строительство Вавилонской башни
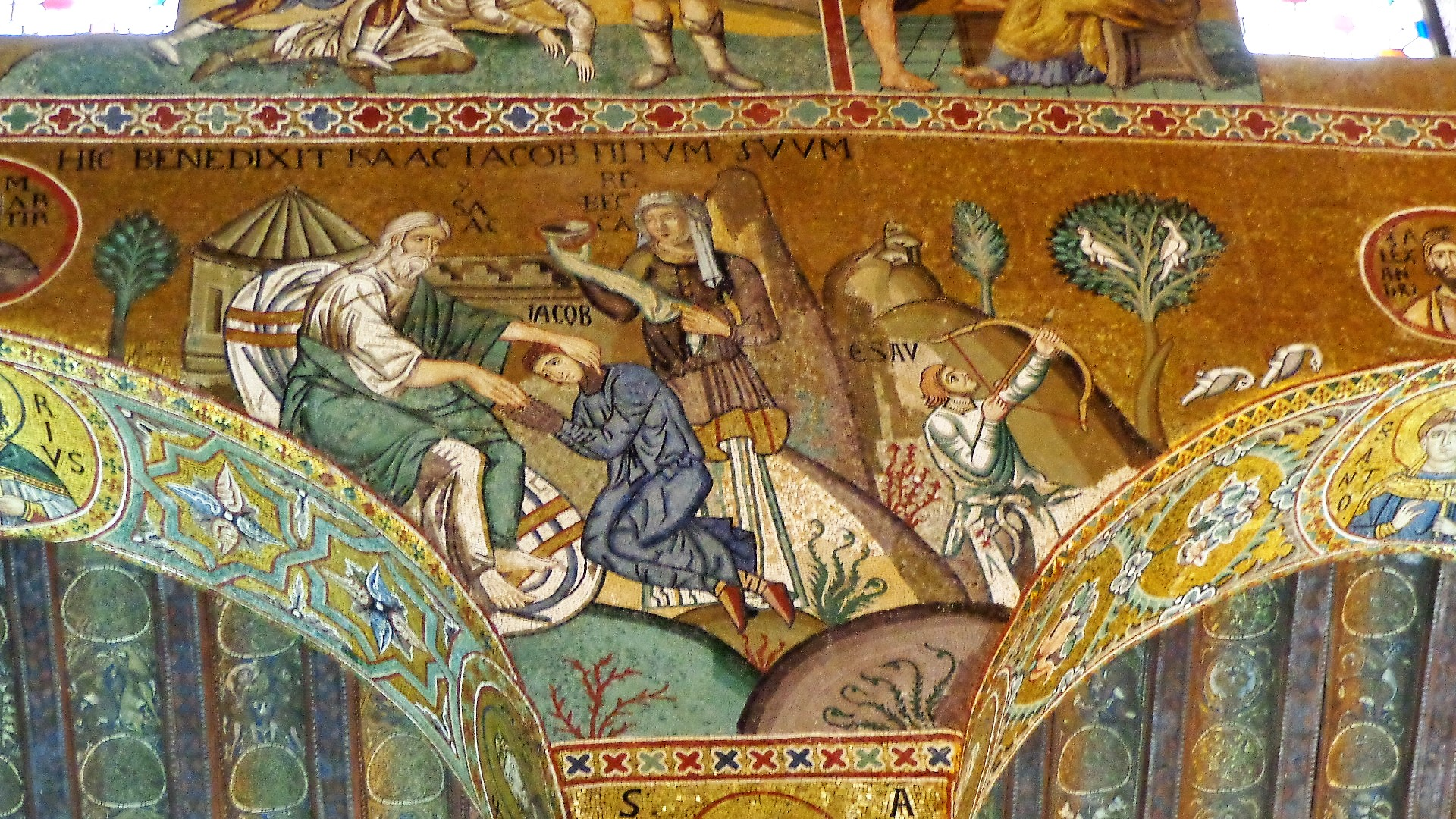
Исаак благословляет Иакова
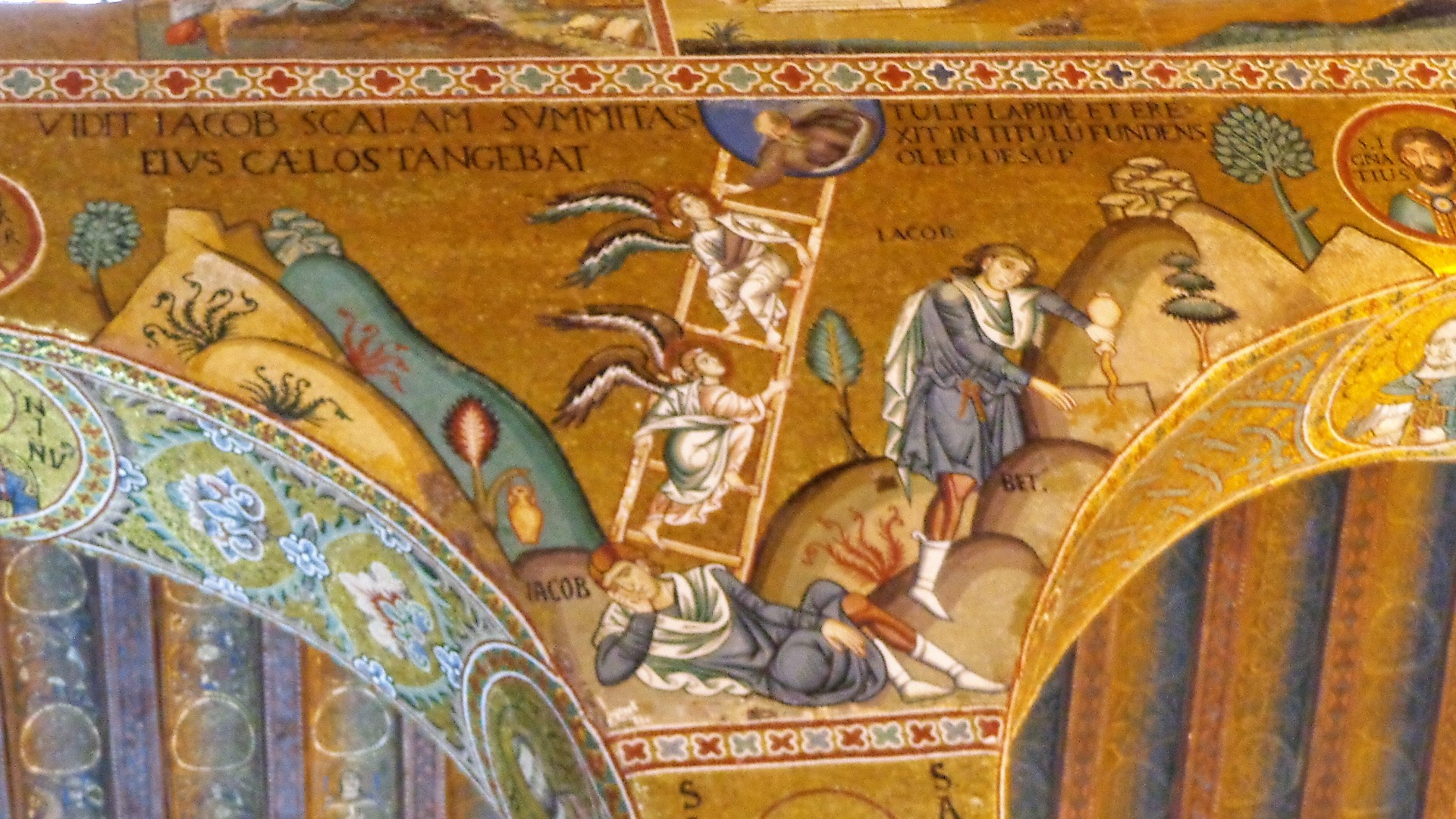
Лестница Иакова

### Жития апостолов Петра и Павла — мозаики боковых нефов
Мозаики боковых нефов выполнены сицилийскими мастерами в царствование Вильгельма II Доброго в 1166 — 1189 годах. Сюжеты для этого цикла заимствованы из Деяний святых апостолов и легендарных житий апостолов Петра и Павла. Мозаики последовательно изображают следующие сцены:
— южный неф: Савл преследует христиан (Деян. 8:1—3); Христос является Савлу на пути в Дамаск, ослепшего Савла ведут в Дамаск (Деян. 9:3—9; 22:6—11; 26:12—18)); крещение Савла Ананией (Деян. 9:18); Савл проповедует в дамасских синагогах (Деян. 9:19—22); христиане спускают Савла с дамасской стены в корзине (Деян. 9:23—25); Ангел освобождает Петра из темницы (Деян. 12:6—10);
— северный неф: Пётр исцеляет хромого в Иерусалимском храме (Деян. 3:1—10); Пётр исцеляет расслабленного Енея (Деян. 9:32—35); Пётр воскрешает Тавифу (Деян. 9:36—42); встреча Петра и Павла в Риме; Пётр и Павел противостоят Симону Волхву перед Нероном; по молитве Петра и Павла Симон Волхв низвергнут с неба.
Мозаики боковых нефов Палатинской капеллы и собора Монреале, исполненные в одно и то же время, схожи по сюжету и технике исполнения. Это может указывать на, как минимум, общность замысла (в числе вдохновителей называют Вильгельма II, палермского архиепископа Уолтера Милля и вице-канцлера Маттео д'Аджелло), а также на возможное исполнение обоих циклов одними и теми же мастерами.

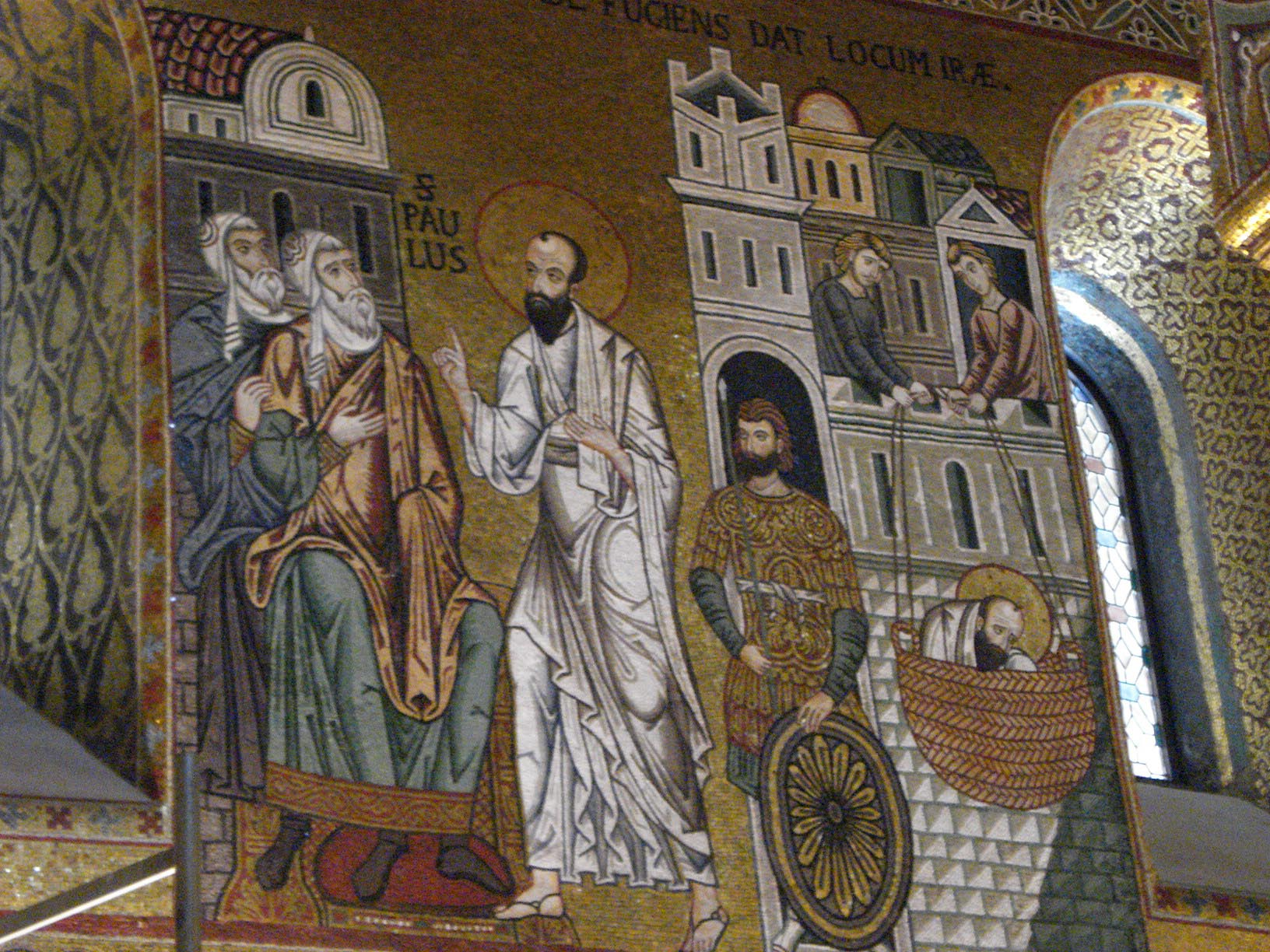
Савл в Дамаске
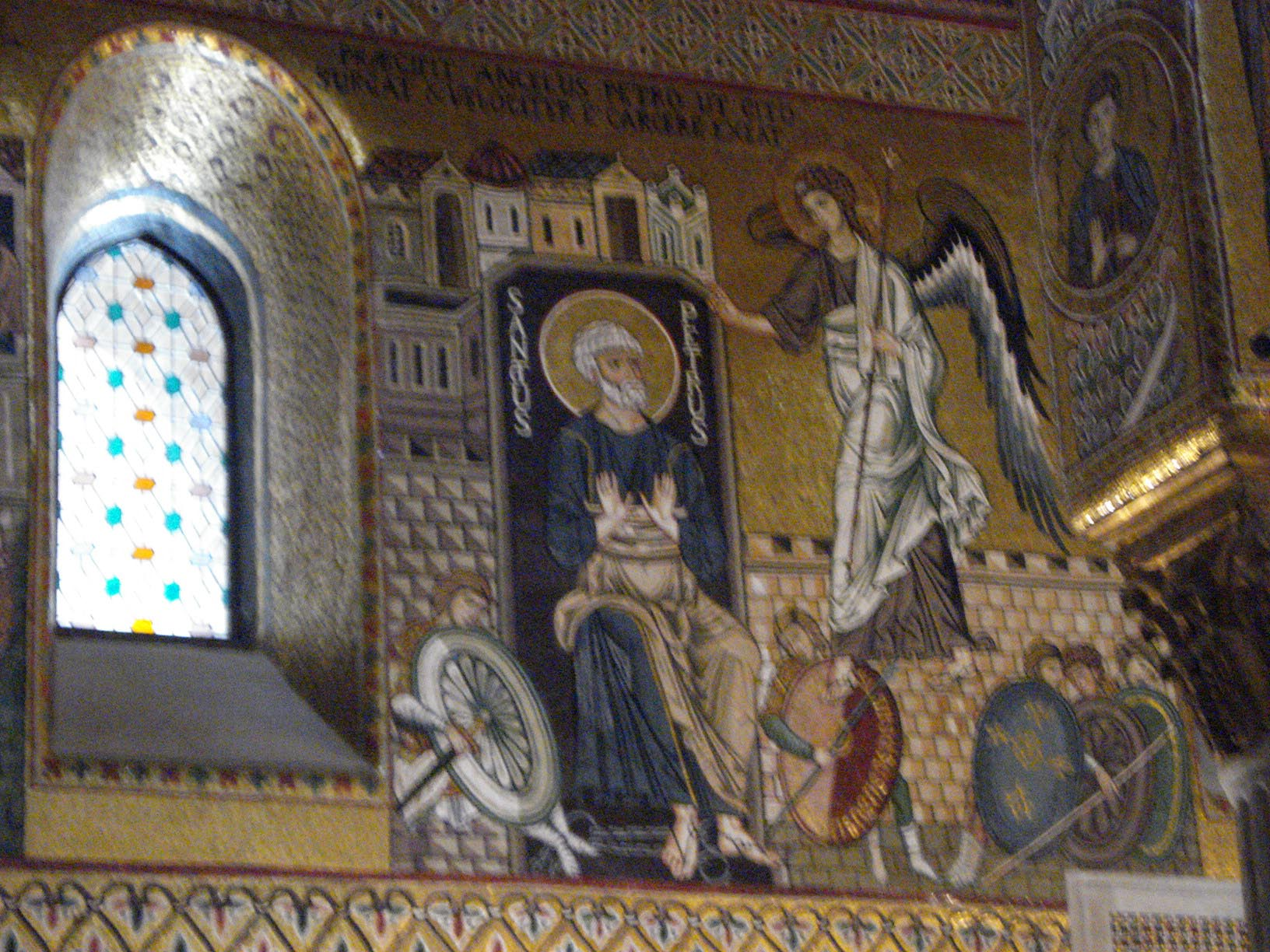
Ангел освобождает Петра
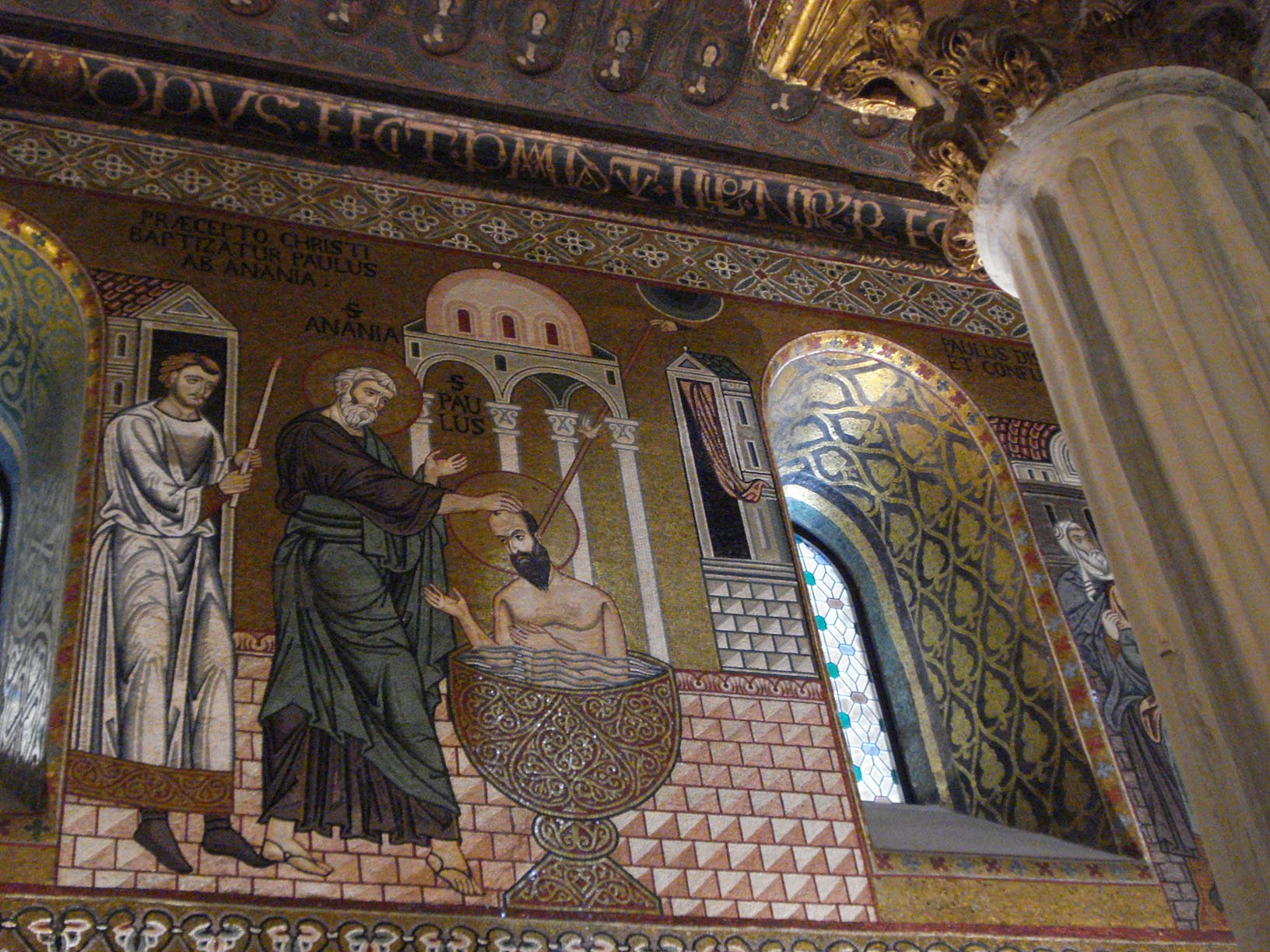
Крещение Савла Ананией
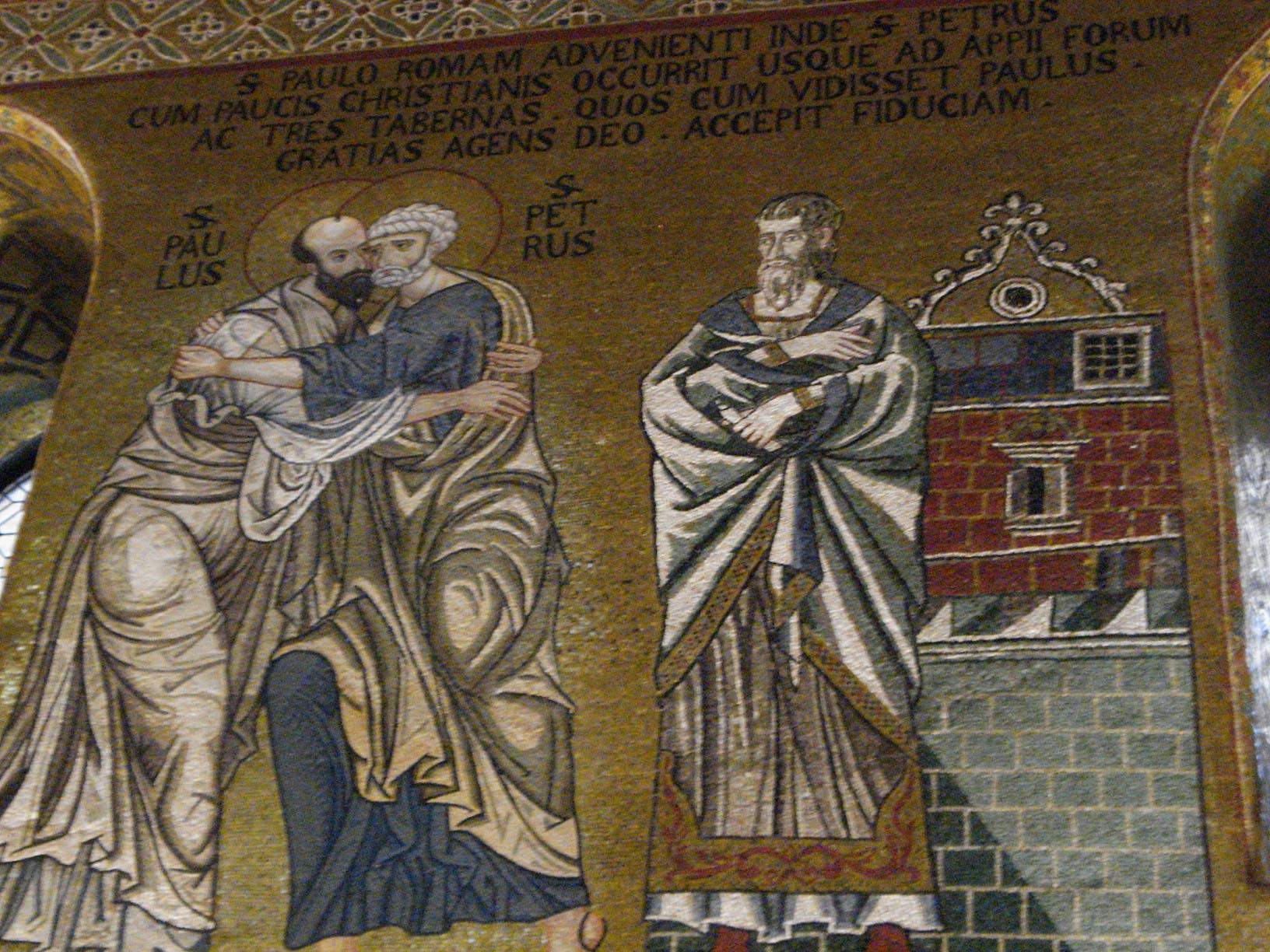
Встреча Петра и Павла
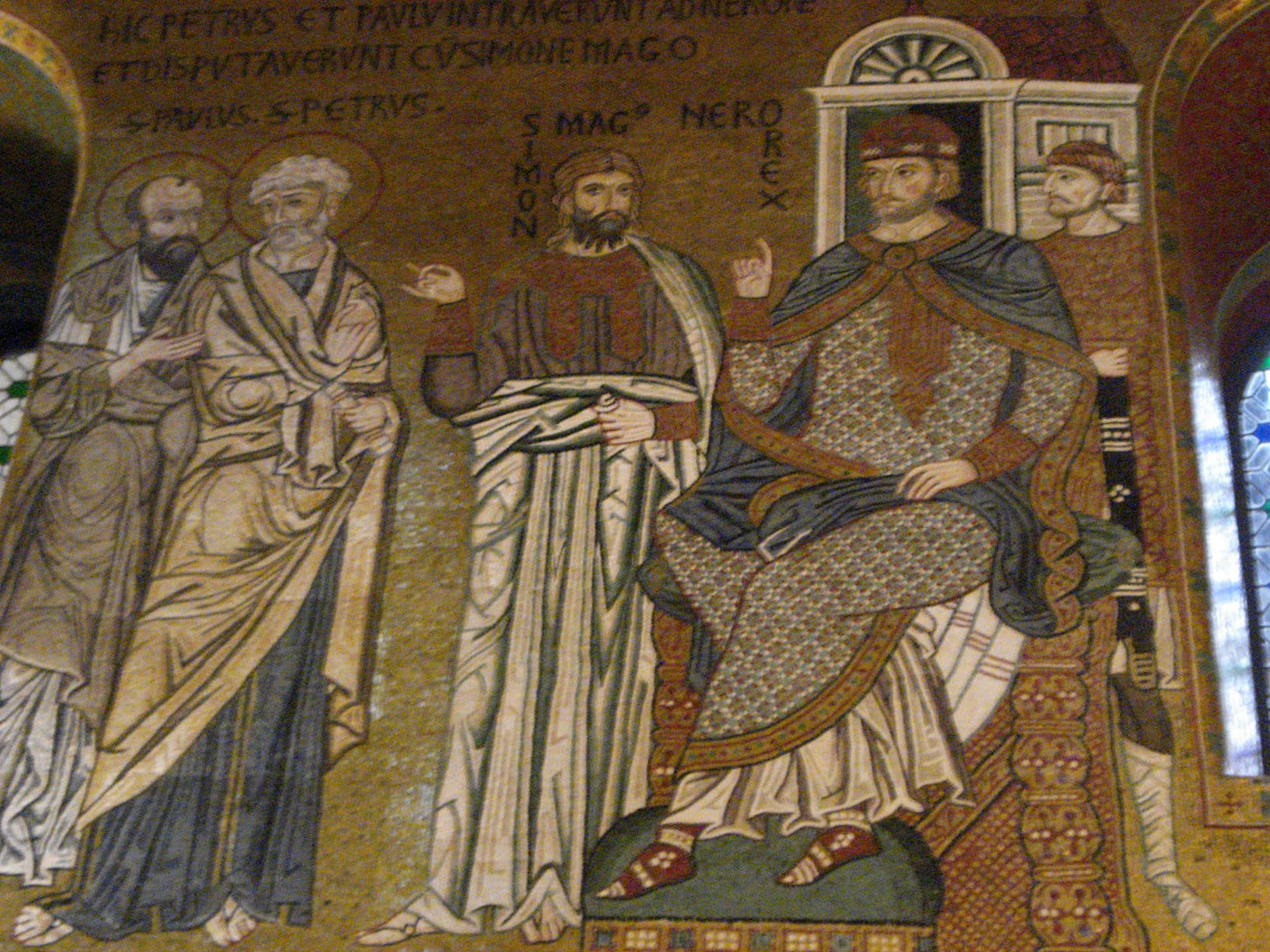
Петр, Павел и Симон Волхв перед Нероном

### Королевский трон и западная стена

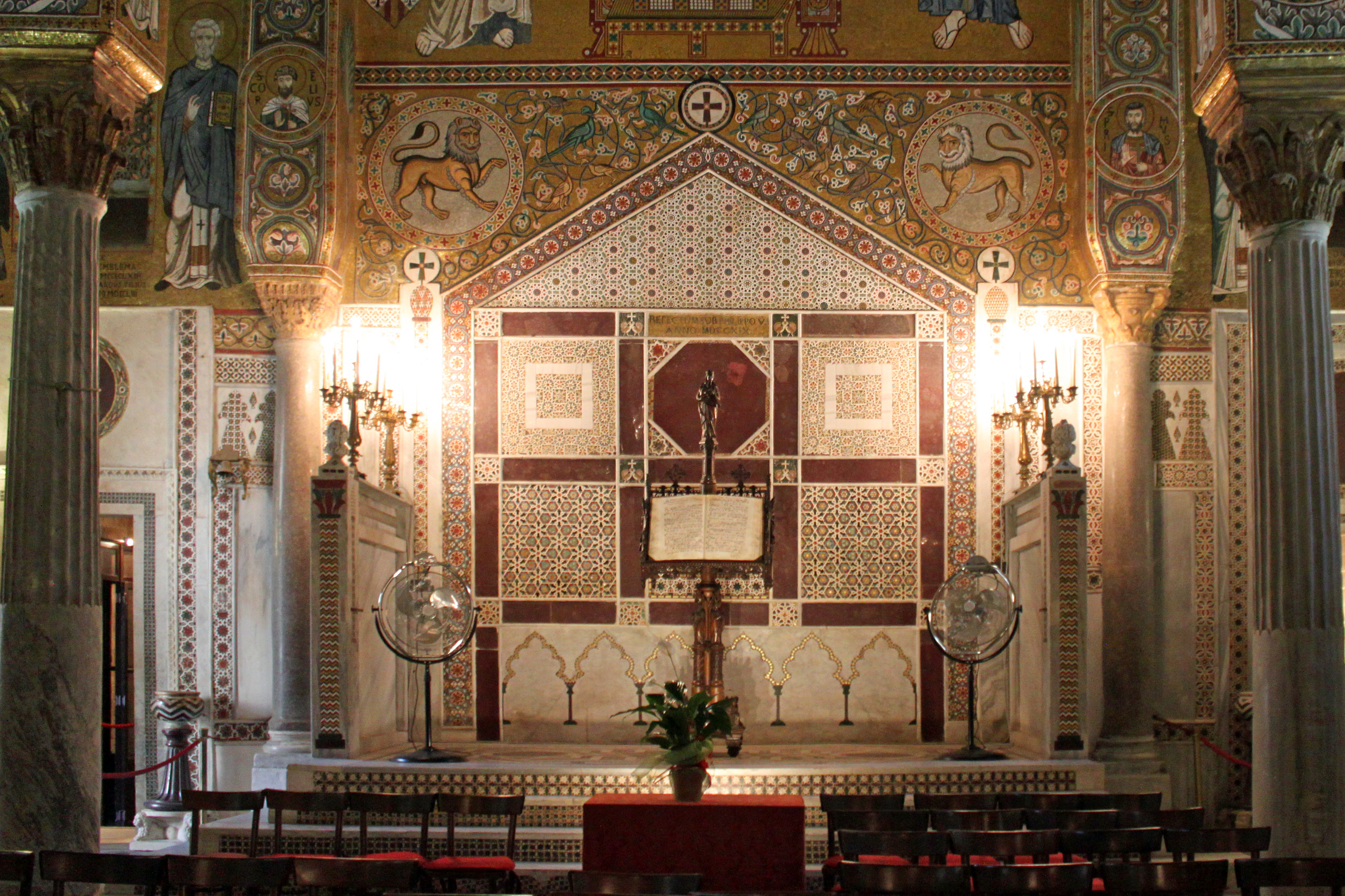
Королевский трон капеллы

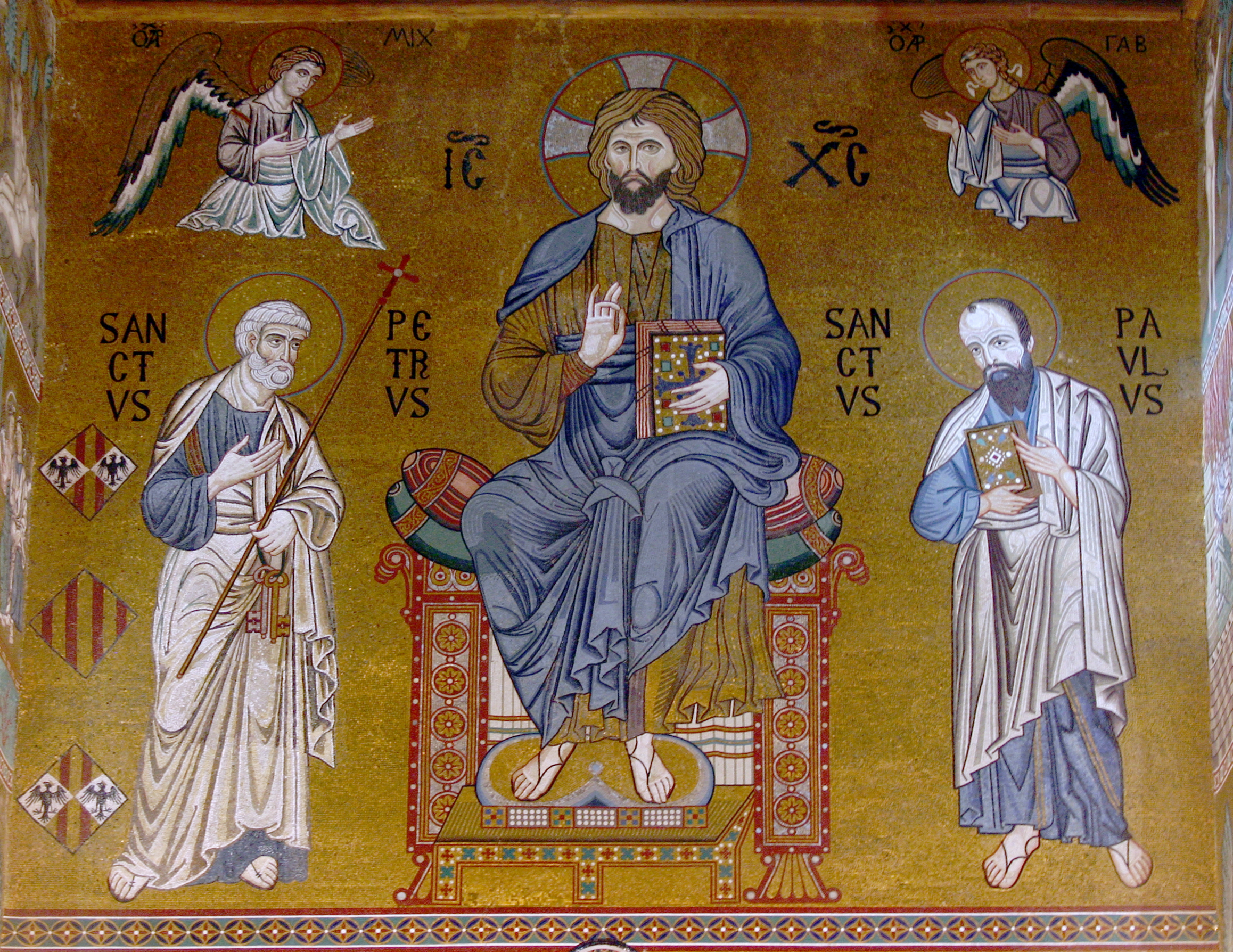
Христос с апостолами Петром и Павлом на западной стене капеллы

Время оформления западной, противоположной апсиде, стены капеллы является предметом дискуссий: различными специалистами предлагаются XII век, эпоха Гогенштауфенов (XIII век), время правления Арагонской династии XIV веке. Надпись на тронном месте свидетельствует, что работы были завершены уже после присоединения Сицилии к владениям Арагона — в 1460 году, при «Иоанне, короле Сицилии», то есть Хуане II Арагонском, а ещё одна реставрация имела место в начале XVIII века, при Филиппе V Бурбонском.
Центральное пространство западной стены занимает королевское или тронное место. Собственно размеры этого сооружения таковы, что можно говорить о целой королевской ложе — ширина тронного места соответствует ширине центрального нефа капеллы, а высота — высоте колонн, разделяющих пространство капеллы на нефы. Пол, ступени, «спинка» и «подлокотники» трона богато отделаны мраморной инкрустацией и мозаикой, в которых традиционный римский стиль Космати переплетается с арабскими геометрическими и растительными мотивами. О власти монарха напоминают мозаики с гербом королей Арагона и Сицилии (в четырёхчастном щите две четверти выделены для арагонского герба, а две оставшиеся — для сицилийского) и двумя львами.
Королевское место поднято над основным пространством капеллы на пять ступеней, расположено прямо напротив главного алтаря и по высоте уровнено с пространством пресбитерия. Такое положение трона и его нарочитое великолепие соответствует скорее византийской, чем западной традиции. Таким образом, даже в XV веке был жив обычай видеть в сицилийских королях законных преемников византийских императоров. Арагонские монархи, хоть и не обладавшие властью Отвилей и Гогенштауфенов, считали необходимым поддерживать традицию и всячески подчёркивали особое сакральное понимание своей власти.
Такое понимание природы королевской власти на Сицилии ещё более подчёркивается мозаикой над королевским местом. На ней в третий раз в капелле (предыдущие два — в куполе и конхе главной апсиды) изображён Христос Пантократор, с нимбом в виде греческого креста, в царских одеждах, благословляющий правой рукой, а в левой — держащий закрытое Евангелие. Христу предстоят апостолы Пётр и Павел (по правую и левую руку соответственно), а в воздухе парят архангелы Михаил и Гавриил. Размещение образа Христа Пантократора не в алтарной части и не в куполе, а над троном не встречается ни в одном другом сицилийском храме. Палатинская капелла, в качестве личной часовни сицилийских монархов, показывает, насколько живучей оказалась византийская государственная традиция на Сицилии. Именно здесь с наибольшей силой воплощена идея особой связи монарха с Богом, короля с Царём царей.

## Резной потолок с росписями

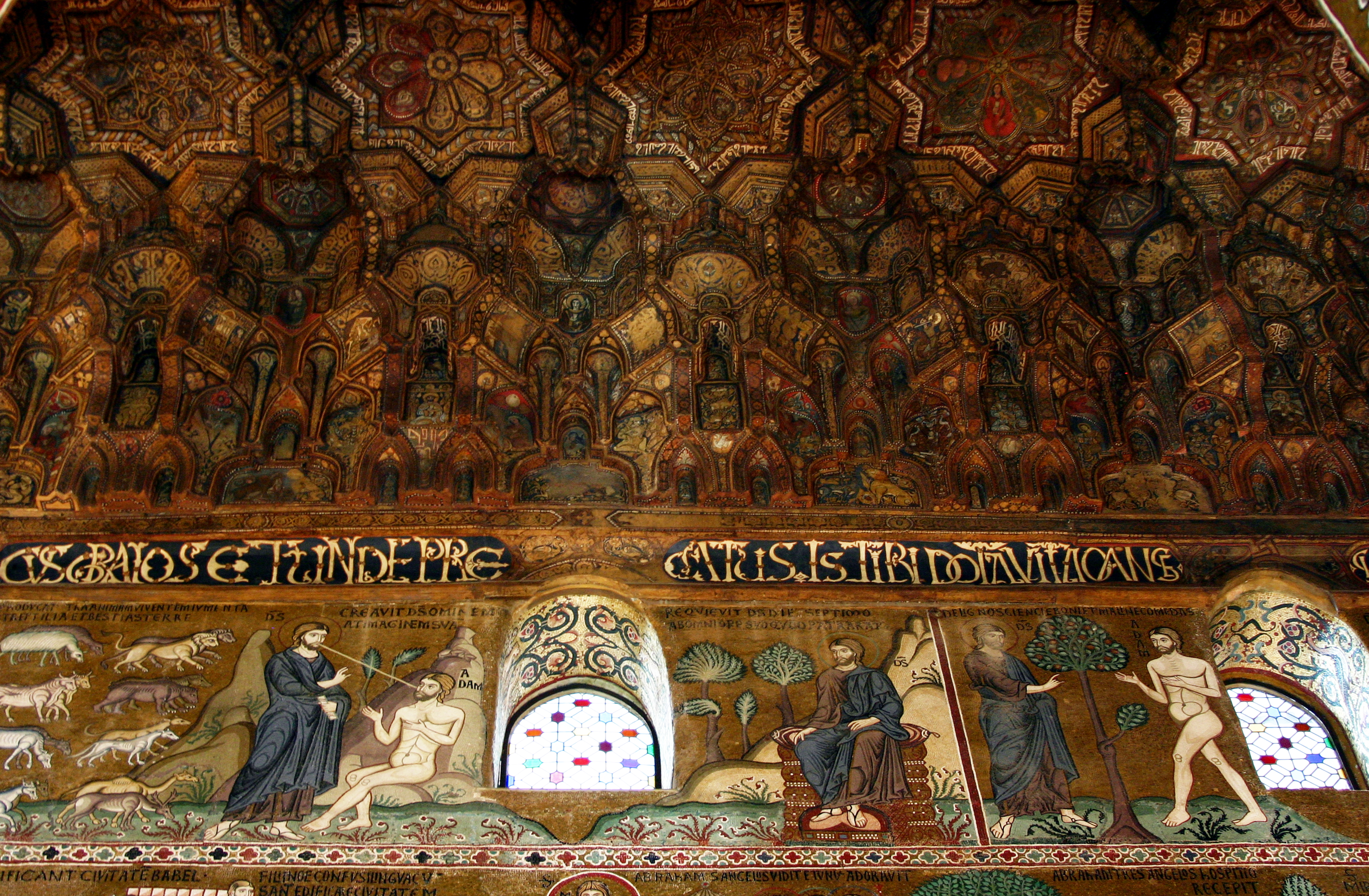
Фрагмент резного потолка (над мозаикой, иллюстрирующей творение Господом человека по образу и подобию своему)

Помимо византийских мозаик, Палатинская капелла славится резным арабским потолком, выполненным мастерами эпохи Фатимидов и характерным для Египта и Магриба. Мукарны (специфические «соты» потолка) расписаны уникальными изображениями и куфическими надписями. Помимо растительных орнаментов (традиционных для мусульманской архитектуры), в росписях отмечаются сюжеты откровенно «светского» содержания, изображающие досуг (охота, пир, игра в шахматы,  и т.д.) и профессиональную деятельность людей (музыканты, танцоры, военные), немыслимые для позднейшей мусульманской  традиции:

Там, наверху, среди деревянных розеток остались следы живописи — фигурки в восточных одеждах, сидящие по-турецки, играющие на гитарах и других инструментах. Как странно мирится их неслышная музыка с громким латинским пением совершающих службу священников и неподвижным ликом византийского Христа в алтарной апсиде!— Павел Муратов. «Образы Италии» (1911).
Появление таких «запретных» образов связывается с персидским влиянием, сумевшим закрепиться на «окраинах» мусульманского мира, к которым можно отнести и завоёванный норманнами Палермо. Помимо мукарн на потолке можно видеть и так называемые «лакуны» — восьмиугольные ячейки-звёзды с геометрическим узором внутри и арабскими надписями по периметру.
Кроме Палатинской капеллы, резной арабский потолок теперь можно увидеть только в одной сицилийской церкви — соборе Монреале. Потолок в Монреале погиб во время пожара 1811 года и был впоследствии восстановлен по эскизам. В отличие от Монреале, потолок Палатинской капеллы сохранился в первозданном виде.

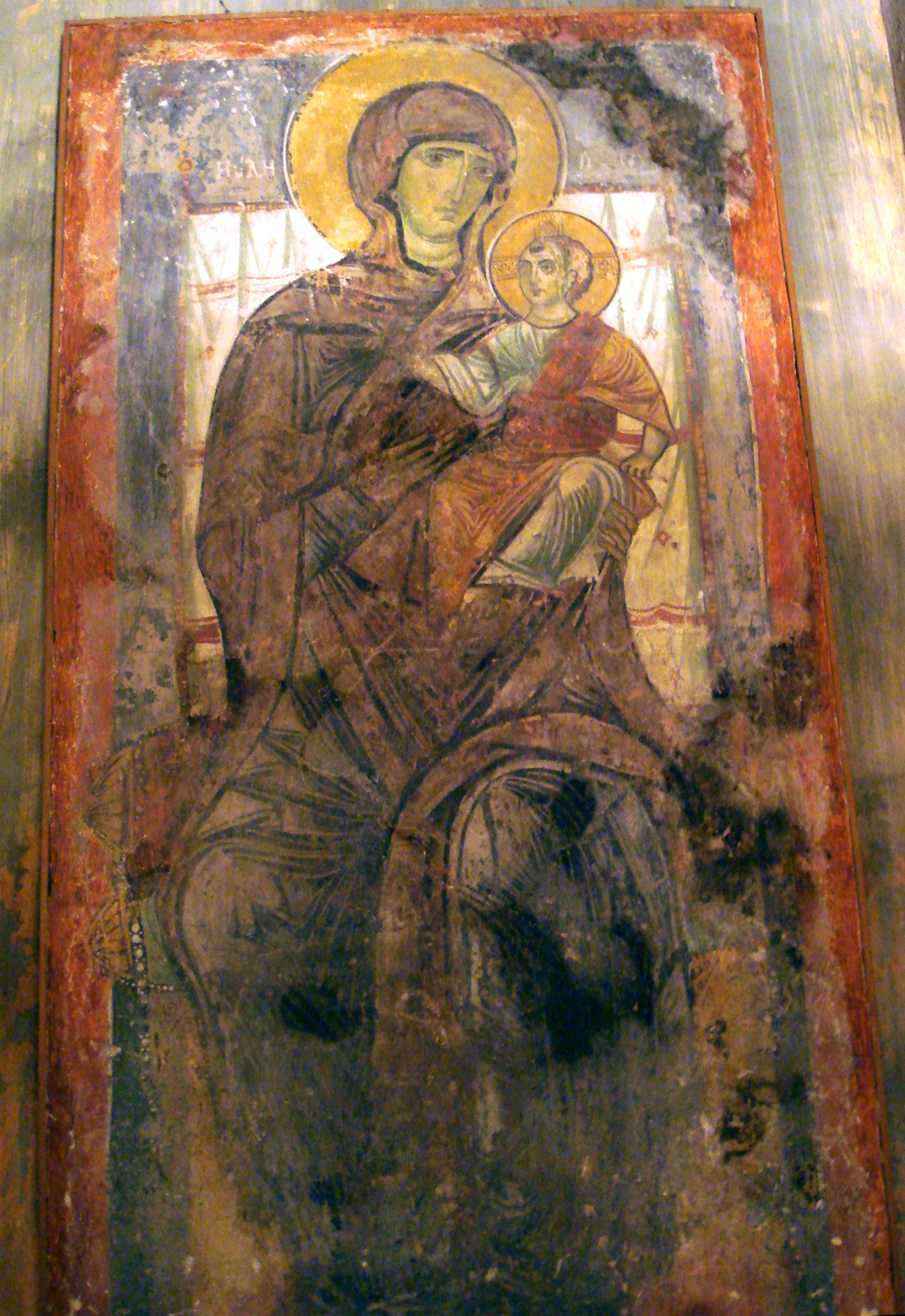
Фреска в крипте: Богородица с Младенцем

## Крипта
Под пресвитерием капеллы находится квадратная крипта, вход в которую организован по обе стороны от главного алтаря. Первоначально крипта была личной молельней Рожера II, собственно из неё и выросла Палатинская капелла. В 1166 году здесь из-за страха перед возможными народными волнениями был погребён его сын Вильгельм I Злой (впоследствии тело было перенесено в собор Монреале). В 1624 году здесь был похоронен Эммануил Филибер Савойский (17 апреля 1588 — 3 августа 1624 года), внук Филиппа II и Елизаветы Валуа, испанский вице-король Сицилии. К святыням крипты относится византийская фреска XII века Богородицы с Младенцем и большой деревянный крест, перенесённый сюда из Палаццо Кьярамонти. В музейной экспозиции центральное место занимает подлинная грамота Рожера II 1140 года, утверждавшая порядок Богослужений и состав клира капеллы.

## Внешний вид капеллы

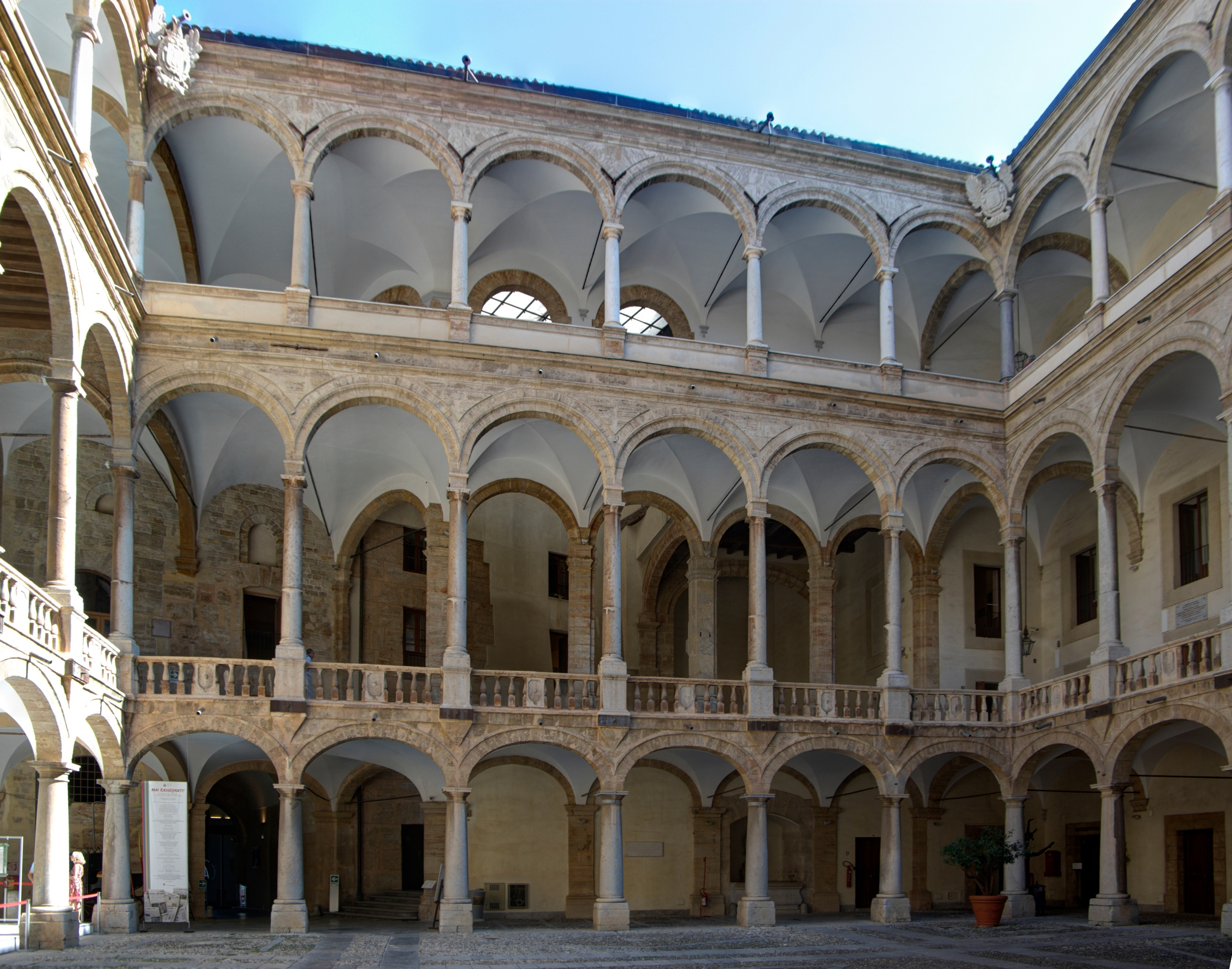
Дворовый фасад капеллы

Первоначально Палатинская капелла представляла собой отдельное здание, но по мере перестроек Норманнского дворца она была включена в общий объём здания. В результате три из четырёх наружных стен капеллы находятся внутри здания Дворца. Только один южный фасад капеллы выходит во внутренний Двор Македы, образуя его северную сторону. Этот фасад представляет собой лоджию XVI века, арки которой покоятся на шести колоннах с резными коринфскими капителями. Пять колонн выполнены из египетского гранита, шестая — из зелёного мрамора. В лоджии сохранились две реликвии XII века:
— мозаика, на которой Рожер II вручает папскую буллу певцу Симону;
— каменная плита в честь установки Рожером II в 1142 году водяных часов (сами часы не сохранились), соответствующие надписи вырезаны на греческом, латинском и арабском языках.
Стены лоджии украшены шестью мозаиками конца XVIII века, четыре из которых выполнены Санти Кардини из Ареццо, а последние две — Пьетро Казамассима. По своему замыслу и выполнению эти мозаики не выдерживают сравнения с мозаиками самой капеллы, но представляют интерес с точки зрения сюжета. На них представлена история Давида и Авессалома:
— Давид оплакивает гибель Авессалома (2Цар. 18:33 — 19:7);
— Авессалом поражён Иоавом (2Цар. 18:14, 15),
— Авессалом запутался волосами в ветвях дерева (2Цар. 18:9, 10),
— воины Давида атакуют мятежных израильтян (2Цар. 18:1—8),
— Давид прощает Семея (2Цар. 19:16—23);
— триумф Давида и его верноподданных иудеев.
Над дверью, ведущей в притвор капеллы, в конце XVIII века Пьетро Казамассима поместил ещё одну мозаику, на которой мифический гений Палермо, изображённый в виде закованного в латы и увенчанного короной старца, держит в руках медальон с лицами тогдашней правящей королевской четы Фердинанда III и Марии Каролины. Все вместе мозаики, помещённые на наружной стене капеллы, отражают драматическую историю Неаполитанского и Сицилийского королевств в конце XVIII века: вторжение французских революционных войск, бегство королевской семьи из Неаполя в Палермо, создание в Неаполе Партенопейской республики, войну между республиканским правительством и санфедистами, последующую реставрацию Бурбонов.

## В мировой культуре
С изучением Палатинской капеллы связана жизнь русского архитектора Александра Никаноровича Померанцева. Звание академика архитектуры в 1887 году он получил за монументальное исследование капеллы. Работа состояла в изготовлении точных чертежей, написании 172 рисунков с мозаиками капеллы и альбома с 181 рисунком арабской монументальной живописи потолка капеллы.
Из известных литераторов Палатинскую капеллу посетил и восторженно описал в «Бродячей жизни» Ги де Мопассан.
В Палатинской капелле находится самое раннее изображение шахматной игры в европейской живописи.